# Pulp Fiction
Pour les articles homonymes, voir Pulp.
Vous lisez un « article de qualité » labellisé en 2013.
Pour plus de détails, voir Fiche technique et Distribution.
Pulp Fiction [pʌlp ˈfɪkʃən], ou Fiction pulpeuse au Québec, est le deuxième film réalisé par Quentin Tarantino. C'est un film de gangsters américain sorti en 1994. Le scénario est écrit par Quentin Tarantino d'après une histoire de Quentin Tarantino et Roger Avary. Utilisant la technique de narration non linéaire, il entremêle plusieurs histoires ayant pour protagonistes des membres de la pègre de Los Angeles et se distingue par ses dialogues stylisés, son mélange de violence et d'humour et ses nombreuses références à la culture populaire. Sa distribution principale se compose notamment de John Travolta, dont la carrière est relancée par ce film, Samuel L. Jackson, Bruce Willis et Uma Thurman.  
Récompensé par la Palme d'or au Festival de Cannes 1994, ainsi que par l'Oscar du meilleur scénario original l'année suivante, il est un succès aussi bien critique que commercial, établissant ainsi définitivement la réputation de Tarantino. Il est, selon le classement établi en 2007 par l'AFI, le 94e meilleur film américain de tous les temps. L'AFI le classe également à la 7e place de sa liste des meilleurs films de gangsters. En 2013, le film est sélectionné par le National Film Registry pour être conservé à la Bibliothèque du Congrès pour son « importance culturelle, historique ou esthétique ».
Le film revendique son artificialité et est considéré comme l'un des principaux représentants du cinéma postmoderne. Sa structure et son style non conventionnels en ont fait un film culte dont l'influence s'est ressentie sur de nombreux autres films mais aussi dans d'autres domaines culturels. Il tient son nom des pulp magazines, type de revues très populaires dans la première moitié du XXe siècle aux États-Unis et connues pour leur violence graphique et leurs dialogues incisifs.

## Synopsis

### Introduction
Dans un café-restaurant de Los Angeles, dans la matinée, un couple de jeunes braqueurs, Pumpkin (appelé Ringo par Jules) et Yolanda (Tim Roth et Amanda Plummer), discutent des risques que comporte leur activité. Ils se décident finalement à attaquer le lieu, afin de pouvoir dévaliser à la fois l'établissement et les clients.

### Vincent et Jules
Deux truands, Jules Winnfield (Samuel L. Jackson) et son ami Vincent Vega (John Travolta), qui revient d'Amsterdam, ont pour mission de récupérer une mallette au contenu mystérieux et de la rapporter à Marsellus Wallace (Ving Rhames), leur patron. Avant de commencer leur affaire, ils discutent de tout et de rien, Vincent qui revient d’Amsterdam parle des différences entre la vie en Europe et aux États-Unis ainsi que du système métrique des hamburgers à Paris, Jules lui raconte une histoire dans laquelle Marsellus aurait jeté un dénommé Tony Rocky Horror de sa fenêtre pour avoir massé les pieds de sa femme Mia (Uma Thurman). Les deux compères se lancent alors dans un débat sur le massage des pieds des femmes et Vincent confie à Jules que Marsellus l'a chargé de tenir compagnie à Mia pour une soirée. Ils interrompent ensuite le petit-déjeuner de petits escrocs, Brett (Frank Whaley) et Roger (Burr Steers), qui ont vraisemblablement essayé de doubler Marsellus. Ils récupèrent la mallette et, comme à son habitude, Jules cite un passage de la Bible (qui serait dans le livre d'Ézéchiel) avant de tuer Brett.

### Vincent Vega et la femme de Marsellus Wallace
Plus tard, bien après avoir quitté l'appartement, Vincent et Jules arrivent dans une boîte de strip-tease tenue par Marsellus (ils ont entre-temps vécu une série de mésaventures racontées dans le chapitre L'affaire Bonnie et au cours desquelles ils ont troqué leurs élégants costumes pour des vêtements de plage). Marsellus remet de l'argent à Butch Coolidge (Bruce Willis), un boxeur en fin de carrière à la veille de son dernier combat, et lui fait promettre en échange de se « coucher » dans la 5e reprise. Jules et Vincent remettent la mallette à Marsellus. S'ensuit une brève confrontation verbale entre Butch et Vincent. Cet échange semble faire changer d’avis Butch sur son match qu’il doit perdre. 
Après un passage chez son dealer, Lance (Eric Stoltz), Vincent arrive chez Mia (Uma Thurman). Ils se rendent ensuite au Jack Rabbit Slim's, un restaurant sur le thème des années 1950 : les serveurs sont déguisés en célébrités comme Buddy Holly, Marilyn Monroe, James Dean et Zorro, les plats et les boissons sont également nommés selon des célébrités des années 1950 (steak Douglas Sirk, milkshake Martin and Lewis) et la plupart des tables sont reconverties en répliques de voitures. Durant ce dîner, les deux font connaissance, Mia parle de sa carrière d’actrice et de son rôle dans le pilote d’une série annulée « Force Fox Five », puis elle refuse de raconter à Vincent une blague de la série. Vincent, quant à lui, évoque l’incident avec Tony dont Jules lui a parlé mais il s’avère que cette histoire est fictive et que la vraie raison de la chute de Tony est inconnue. Vincent en profite pour goûter la spécialité du restaurant : le milkshake à cinq dollars. Quand un concours de twist est annoncé, Mia se porte volontaire. Elle et Vincent remportent le trophée et rentrent dans la demeure du couple Wallace, une bonne alchimie semblant s'opérer entre eux deux. Vincent, seul aux toilettes, se résout néanmoins à rentrer chez lui. Pendant ce temps, Mia, fouillant dans les poches du manteau de Vincent, y trouve le sachet d'héroïne que Vincent a acheté à Lance quelques heures auparavant. Croyant qu'il s'agit de cocaïne, elle en sniffe une dose. Sortant des toilettes, Vincent la trouve dans un état quasi comateux. Il l'emmène donc en urgence chez Lance et, une fois sur place, aidé par Jody (Rosanna Arquette), la femme de Lance, Vincent administre à Mia une piqûre d'adrénaline en plein cœur. La jeune femme reprend brutalement conscience et, avant de se séparer, Mia et Vincent s'accordent sur le fait de garder cet incident pour eux, puis Mia raconte finalement sa blague de la série.

### La montre en or
Endormi dans le vestiaire à quelques minutes de son dernier match, Butch Coolidge (Bruce Willis) fait un rêve, qui est aussi un souvenir de son enfance, dans lequel le capitaine Koons (Christopher Walken), ami de son père, lui raconte, alors qu'il n'est qu'un enfant, l’histoire de la montre en or de son arrière-grand-père qui s’est transmise dans différentes circonstances à son grand-père puis son père alors que chacun de la famille était soldat au front ainsi que comment la manière dont son père lui a transmis cette montre avant de mourir dans un camp de prisonniers au Viêt Nam. Bien que s’adressant à un enfant, Koons n’hésite pas à aborder des détails délicats sur le fait que le père de Butch a dû cacher sa montre dans son rectum durant cinq ans. Butch sort brusquement de son rêve et gagne son combat malgré l'arrangement conclu avec Marsellus. Il s'enfuit dès sa sortie du ring en taxi, car cette victoire préméditée lui permet en fait d'empocher les gains de paris réalisés par un complice alors qu'il était donné perdant. Se sachant traqué par les hommes de Marsellus, il part rejoindre sa petite amie Fabienne (Maria de Medeiros), une sympathique mais assez naïve Française, dans un hôtel d'où il prévoit de quitter la ville le lendemain. Or, en préparant leurs affaires, Fabienne a oublié la montre en or de Butch, à laquelle celui-ci tient énormément.
Butch prend donc le risque de retourner à son appartement pour aller récupérer sa montre en or. Il tue Vincent, chargé par Marsellus de l'attendre, avec son propre pistolet-mitrailleur alors que le gangster sort des toilettes. Se croyant désormais hors d'atteinte, il croise la route de Marsellus en personne. Après l'avoir renversé avec sa voiture et percuté un autre véhicule, Butch est poursuivi par Marsellus. Les deux hommes se retrouvent dans la boutique de Maynard, un prêteur sur gages (Duane Whitaker) bien mal intentionné qui les fait tous deux prisonniers et fait appel à un mystérieux Zed (Peter Greene). Quand Zed arrive, il tire au sort entre Butch et Marsellus et viole d'abord celui-ci, que le hasard a désigné, tandis que Butch se défait de ses liens et s'apprête à quitter le magasin. Au dernier moment, sa conscience le rappelle à l'ordre : il s'empare d'un katana et vient au secours de Marsellus. Il tue Maynard et tient en respect Zed, sur qui Marsellus tire ensuite dans les parties génitales avec un fusil à pompe. Marsellus clarifie ensuite la situation : il pardonne à Butch si ce dernier garde le silence sur ce qui s'est passé ici et s'il quitte la ville pour ne jamais y remettre les pieds. Butch accepte et s'enfuit donc avec Fabienne sur le chopper de Zed.

### L'affaire Bonnie
Dans les toilettes de l'appartement de Brett, un troisième malfrat entend Jules assassiner son ami. Il sort des toilettes et fait feu en direction des deux tueurs à gages. Jules et Vincent, miraculeusement indemnes, l'exécutent sans autre forme de procès. Alors que Vincent demande à Marvin (Phil LaMarr), leur informateur, pourquoi il ne les a pas prévenus qu'un dernier complice était caché, Jules s'interroge sur la raison de leur survie. Contemplant le mur criblé de balles, il déclare que c'est une intervention divine.
Plus tard, la conversation continue dans la voiture de Jules, celui-ci décidant d'abandonner le métier. Vincent ne le prend pas au sérieux, et demande son avis à Marvin en se tournant vers lui, son Colt à la main. Le coup part, la tête de Marvin est arrachée et la voiture et ses occupants sont maculés de sang et de morceaux de cervelle. Jules fait alors appel à Jimmy (Quentin Tarantino), un ami de longue date qui habite non loin de là. Celui-ci l'aide bon gré mal gré, mettant en péril, d'après ses dires, son mariage avec une certaine Bonnie. Jules contacte Marsellus qui lui envoie Winston Wolfe (Harvey Keitel), un professionnel chargé de résoudre les situations désespérées. Sous ses directives, la voiture est maquillée, le cadavre de Marvin et les costumes ensanglantés sont placés dans le coffre, et les deux gangsters s'habillent avec des vêtements de plage appartenant à Jimmy. Après s'être débarrassés du véhicule, les deux confrères vont s'offrir un petit-déjeuner dans le café-restaurant où se trouvent Ringo et Yolanda, et reprennent leur discussion sur la retraite annoncée de Jules.
Alors que Vincent est parti aux toilettes, Ringo et Yolanda entament leur braquage. Jules, au même titre que les autres clients, met son portefeuille dans le sac que Ringo lui tend. Ringo lui demande d'ouvrir la mallette et son visage brille d'émerveillement lorsqu'il en voit le contenu. Une lumière dorée est visible, comme quand Vincent l'avait ouverte dans l'appartement de Brett et Roger. Cependant, Jules n'est pas décidé à laisser la précieuse mallette à Ringo. Il dégaine son arme et prend le contrôle de la situation. Yolanda braque Jules, et elle-même se fait braquer par Vincent qui sort des toilettes. L'impasse mexicaine ne tourne cependant pas au carnage car Jules calme le jeu. Il laisse la vie sauve à Ringo et Yolanda et, comme premier acte de rédemption de sa nouvelle vie, les laisse même partir avec leur butin et l'argent que contient son portefeuille. Vincent et Jules quittent ensuite le restaurant pour rapporter la mallette à Marsellus.

## Chronologie
Les trois histoires qui constituent le film sont présentées dans un ordre non-chronologique et ont un protagoniste principal différent (Vincent Vega, Butch Coolidge et Jules Winnfield). Par ailleurs, l'épilogue du film rejoint la scène introductive. Les trois histoires principales, identifiées chacune par un sous-titre, paraissent indépendantes mais sont reliées entre elles pour former une intrigue qui a été décrite comme « un récit par épisodes, avec des évènements circulaires ajoutant un début et une fin, et comportant dans sa narration des références aux éléments de chacun des autres épisodes ».
|  | Ordre dans le film 1. Le petit déjeuner (première partie) 2. Vincent et Jules 3. Vincent Vega et la femme de Marsellus Wallace 4. La montre en or 5. L'affaire Bonnie 6. Le petit déjeuner (deuxième partie) |  | Ordre de l'intrigue 1. Prélude de La montre en or (monologue du capitaine Koons) 2. Vincent et Jules 3. L'affaire Bonnie 4. Le petit déjeuner 5. Vincent Vega et la femme de Marsellus Wallace 6. La montre en or |  |

## Fiche technique
- Titre original et français: Pulp Fiction
- Titre québécois : Fiction pulpeuse[3]
- Réalisation : Quentin Tarantino
- Scénario : Quentin Tarantino, d'après des histoires originales de Quentin Tarantino et Roger Avary
- Décors : David Wasco
- Costumes : Betsy Heimann
- Maquillage : Howard Berger, Robert Kurtzman et Gregory Nicotero (non crédités)
- Photographie : Andrzej Sekuła
- Son : Stephen Hunter Flick, Dean A. Zupancic et Rick Ash
- Montage : Sally Menke
- Production : Lawrence Bender, Danny DeVito (prod. délégué), Michael Shamberg (délégué) et Stacey Sher (déléguée)
- Sociétés de production : Jersey Films, A Band Apart et Miramax
- Sociétés de distribution : Miramax Films (États-Unis), BAC Films (France), Alliance Atlantis Motion Picture Distribution (Canada), Praesens-Film (Suisse)
- Budget : 8 000 000 USD[4]
- Pays d'origine :  États-Unis
- Langue originale : anglais
- Formats : couleur — 35 mm — 2,39:1 Cinémascope — son Dolby Digital — caméra Panavision
- Genre : Comédie noire, film de gangsters, néo-noir[5]
- Durée : 154 minutes
- Dates de sortie :
  - États-Unis et Canada : 14 octobre 1994
  - France : 26 octobre 1994
  - Belgique : 9 novembre 1994
- Classification : R (Restricted) aux États-Unis (en raison de la violence, du langage et de l'usage de drogues)[N 2], interdit aux -12 ans en France[N 3], 16+ au Québec[N 4]

## Distribution
- John Travolta (VF : Michel Vigné) : Vincent Vega
- Samuel L. Jackson (VF : Thierry Desroses) : Jules Winnfield
- Bruce Willis (VF : Patrick Poivey) : Butch Coolidge
- Uma Thurman (VF : Juliette Degenne) : Mia Wallace
- Ving Rhames (VF : Jean-Michel Martial) : Marsellus Wallace
- Harvey Keitel (VF : Daniel Russo) : Winston Wolfe
- Tim Roth (VF : Pierre-François Pistorio) : Ringo / "Pumpkin"
- Amanda Plummer (VF : Françoise Dasque) : Yolanda / "Honey Bunny"
- Maria de Medeiros (VF : Magali Barney) : Fabienne
- Eric Stoltz (VF : Emmanuel Curtil) : Lance
- Rosanna Arquette (VF : Catherine Hamilty) : Jody
- Christopher Walken (VF : Bernard Lanneau) : Capitaine Koons
- Quentin Tarantino (VF : Vincent Ropion) : Jimmie Dimmick
- Paul Calderon (VF : Greg Germain) : Paul
- Bronagh Gallagher (VF : Dominique Chauby) : Trudi
- Peter Greene (VF : Philippe Vincent) : Zed
- Duane Whitaker (VF : Patrice Melennec) : Maynard
- Stephen Hibbert : la « Crampe » (The Gimp en VO)
- Angela Jones (VF : Marie Llano) : Esmeralda Villalobos
- Phil LaMarr (VF : Gunther Germain) : Marvin
- Julia Sweeney (VF : Dominique Chauby) : Raquel
- Frank Whaley (VF : Éric Legrand) : Brett
- Steve Buscemi (VF : Lionel Henry) : le serveur déguisé en Buddy Holly
- Joseph Pilato : le serveur déguisé en Dean Martin
- Burr Steers : Roger
- Karen Maruyama : un témoin de l'accident
- Kathy Griffin : un témoin de l'accident
- Brenda Hillhouse : la mère de Butch
- Alexis Arquette : le 4e homme, caché dans les toilettes
- Lawrence Bender : le yuppie aux cheveux longs
- Lorelei Leslie : Mamie Van Doren

Photos des acteurs principaux.
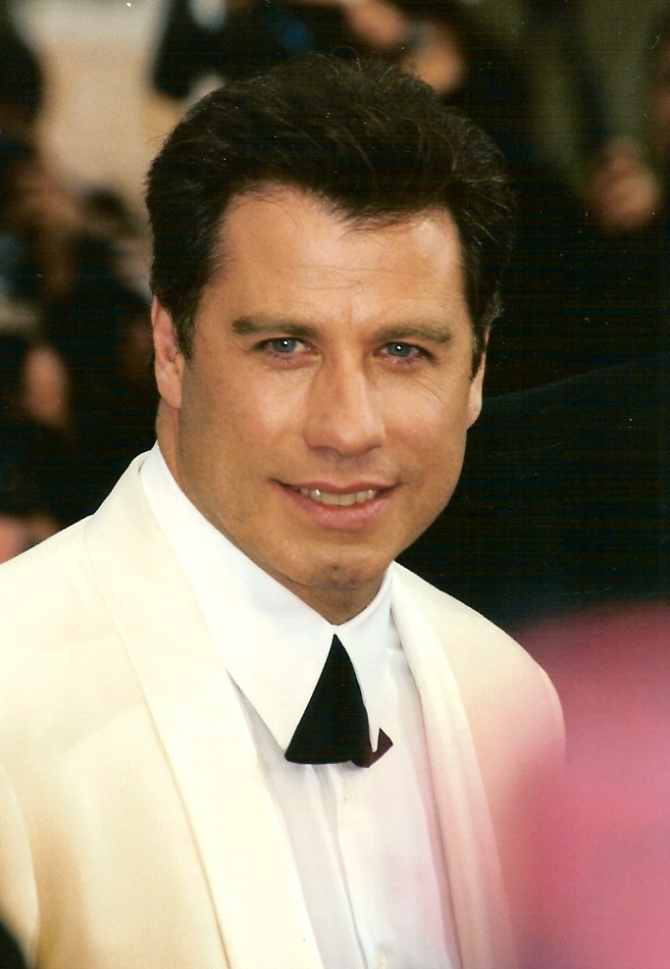
John Travolta interprète Vincent Vega
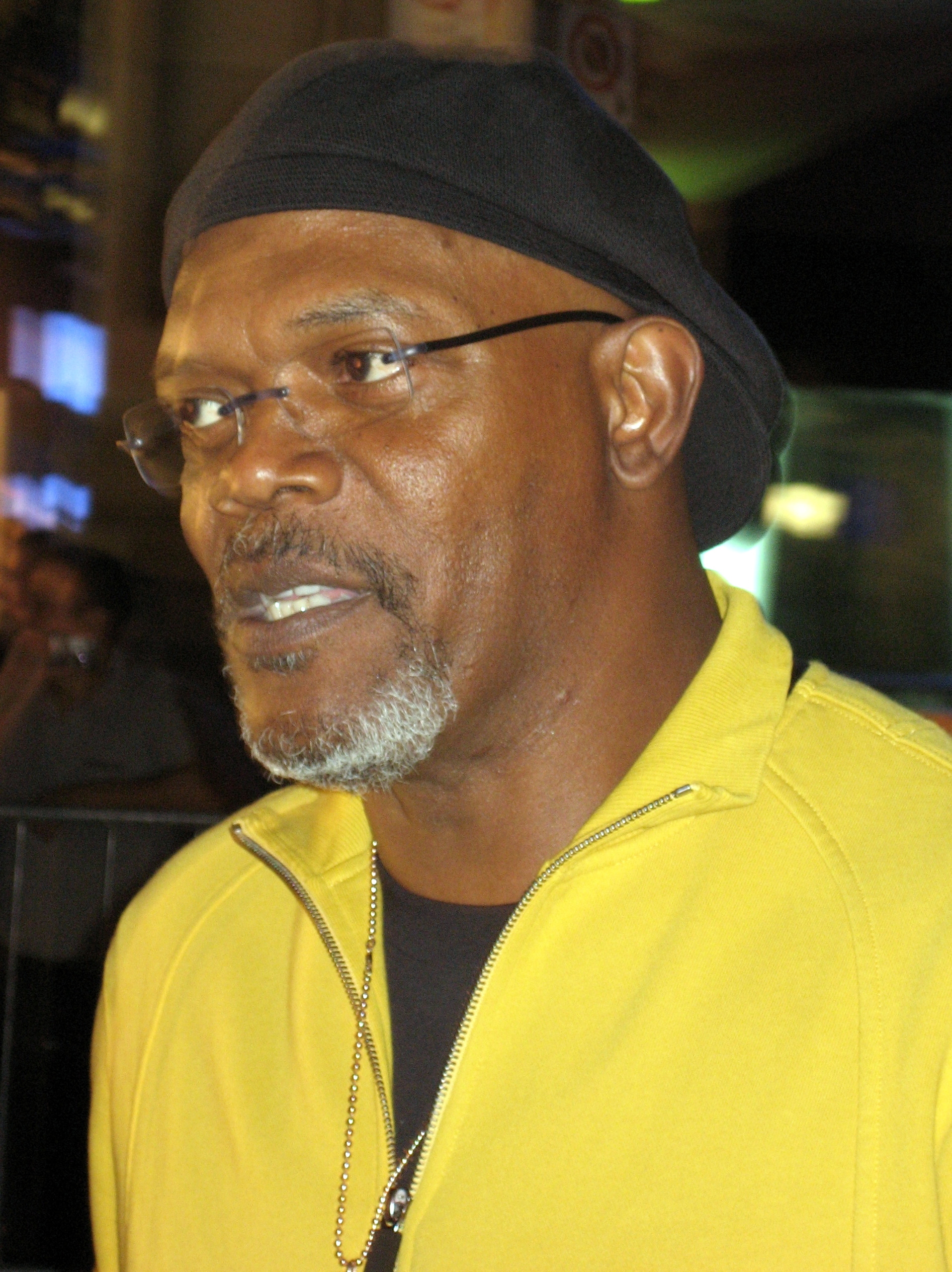
Samuel L. Jackson interprète Jules Winnfield
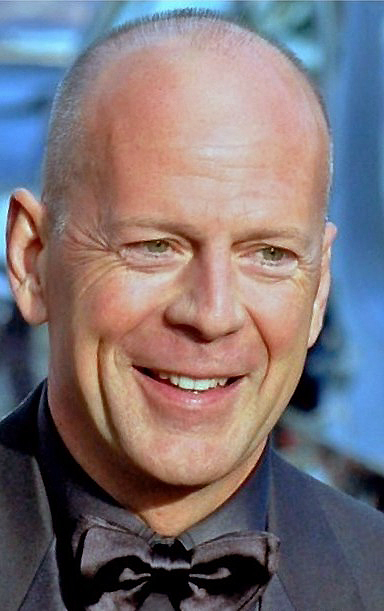
Bruce Willis interprète Butch Coolidge
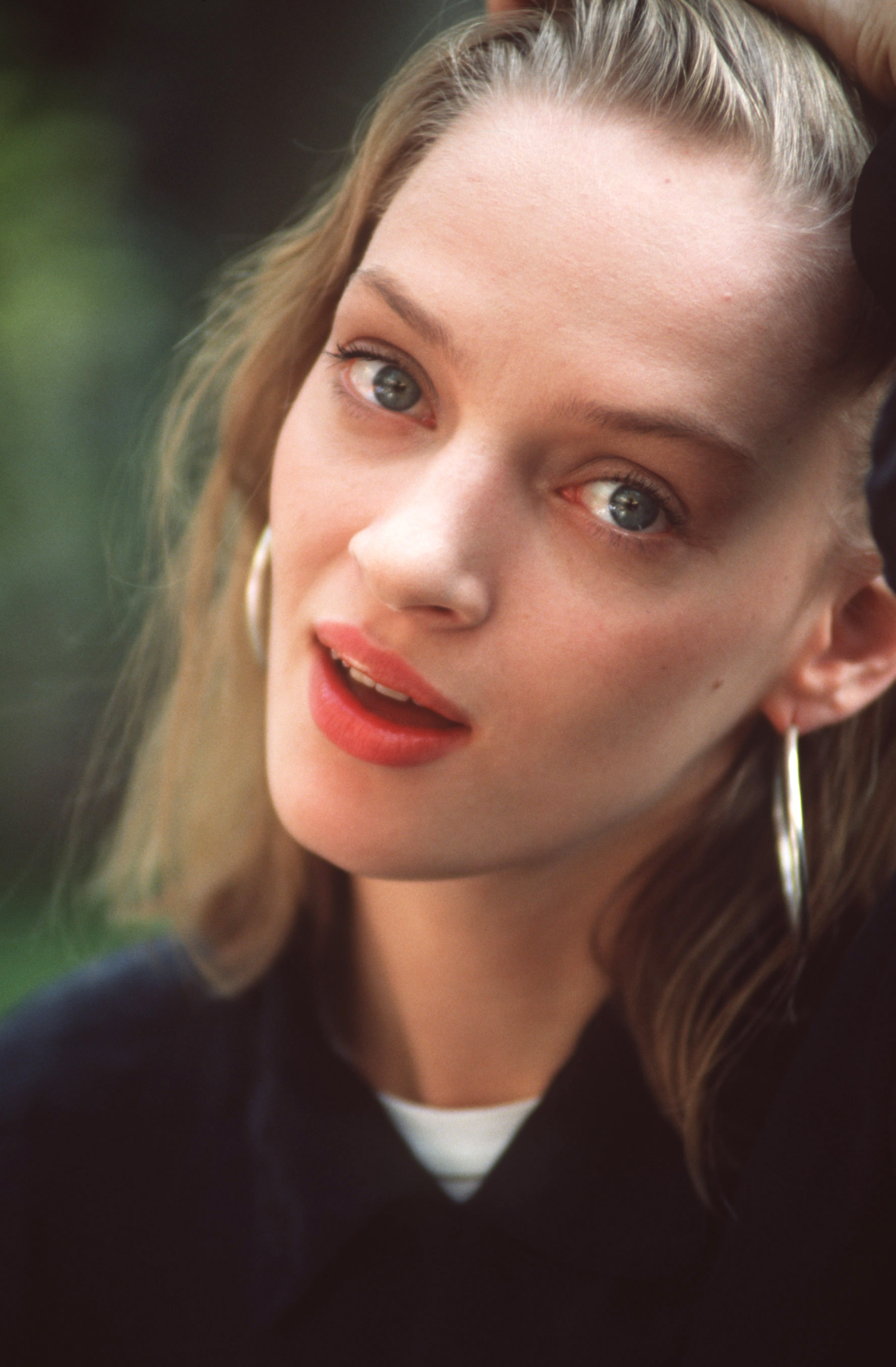
Uma Thurman interprète Mia Wallace
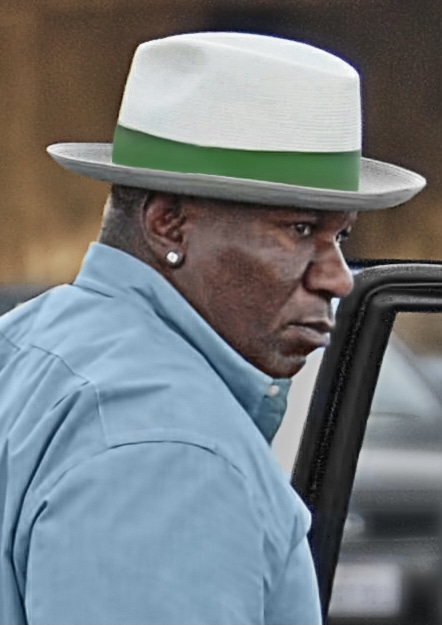
Ving Rhames interprète Marsellus Wallace
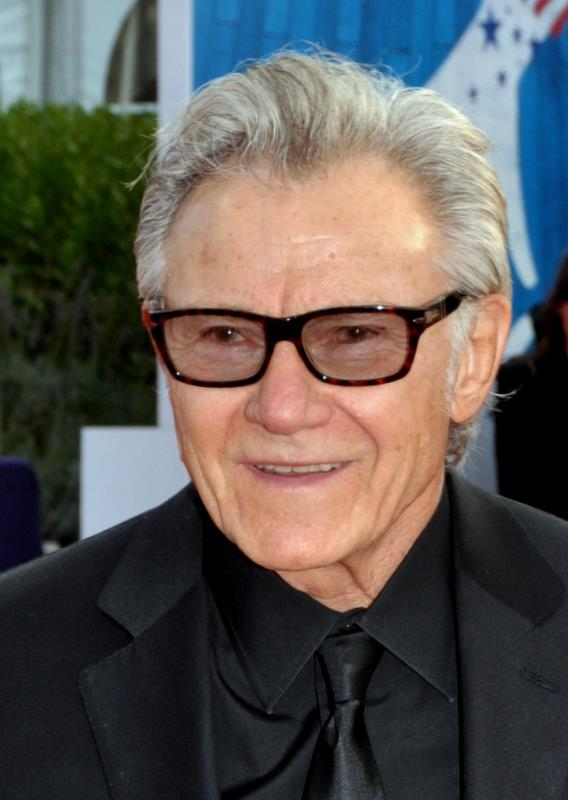
Harvey Keitel interprète Mr Wolfe
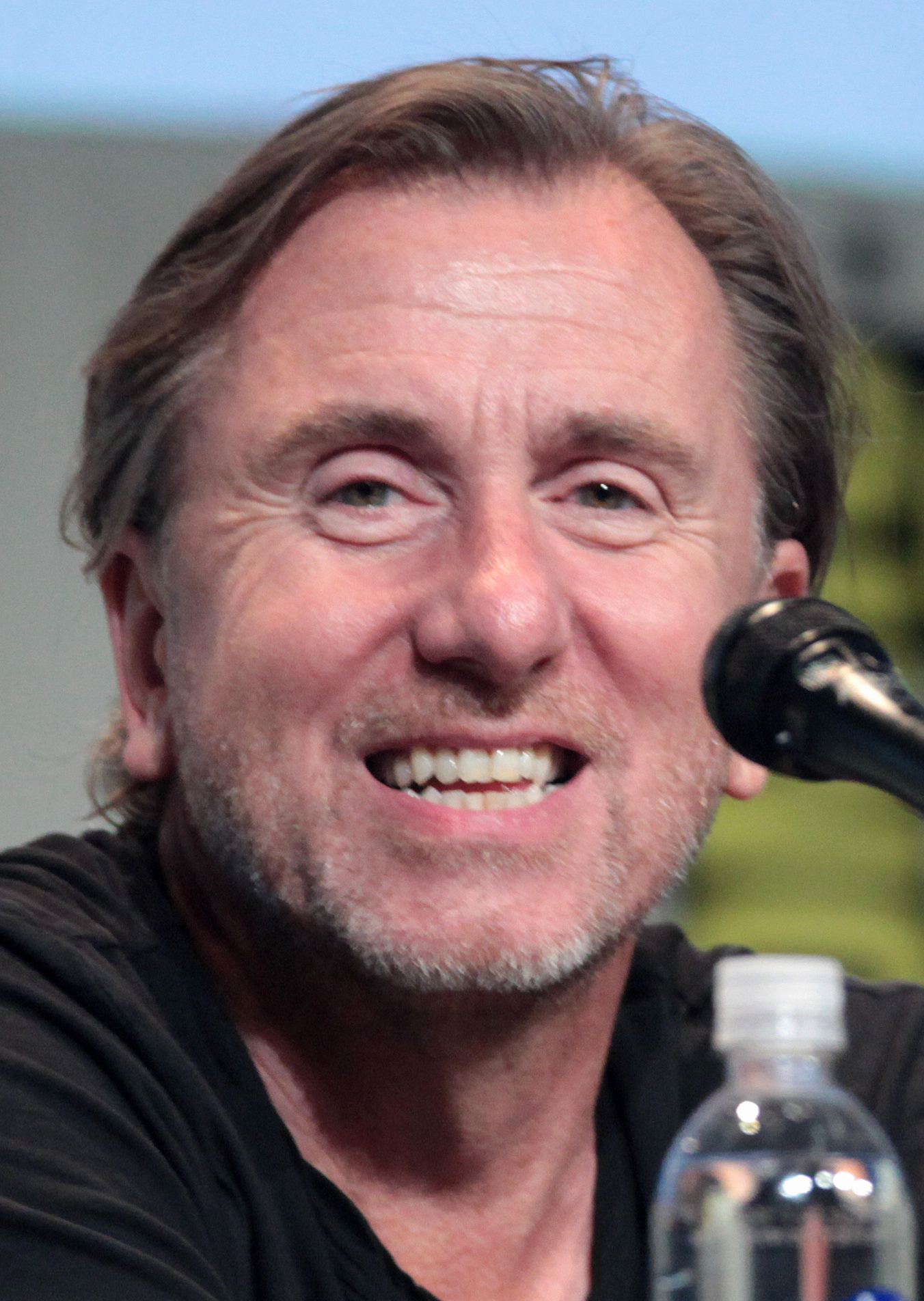
Tim Roth interprète Ringo
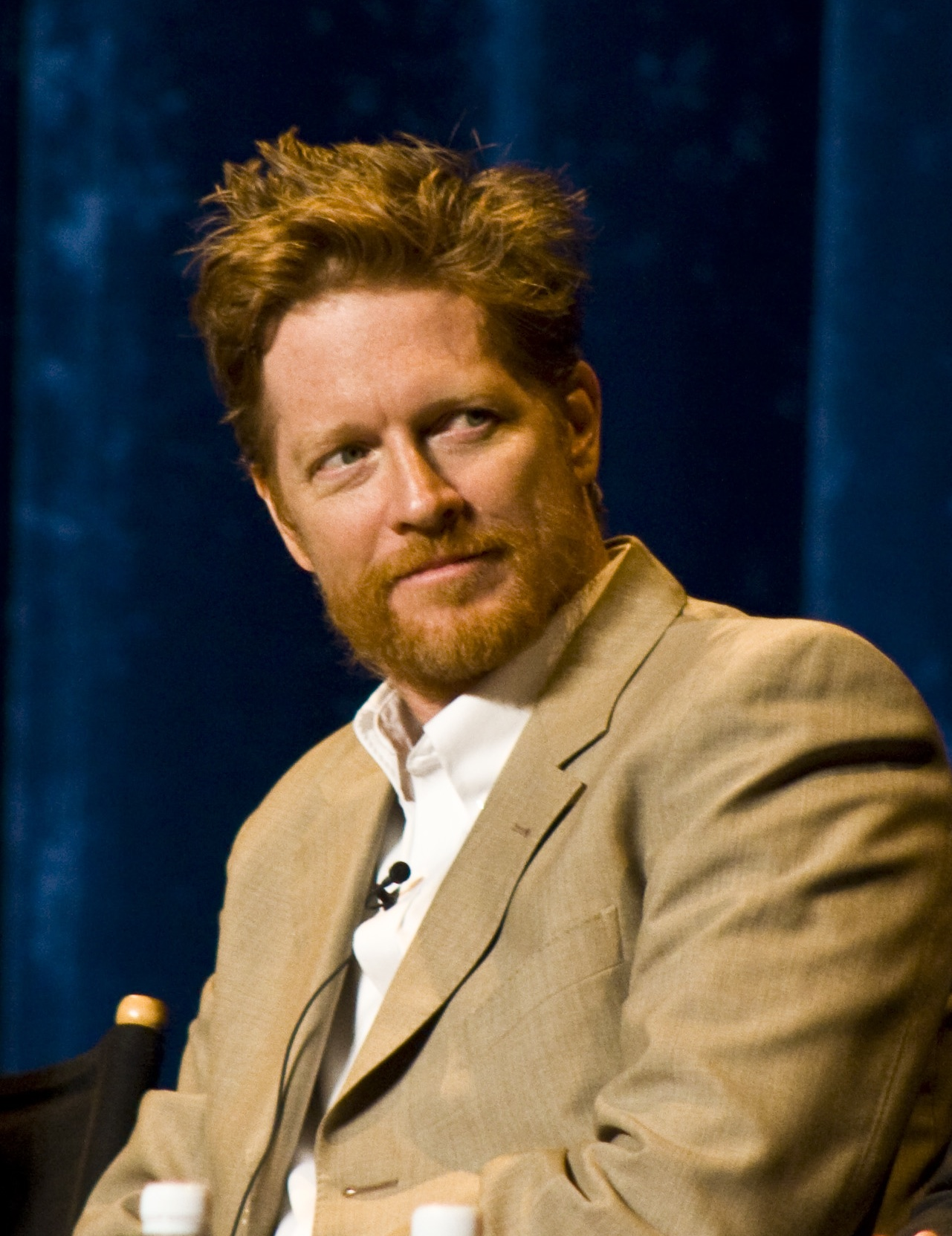
Eric Stoltz interprète Lance
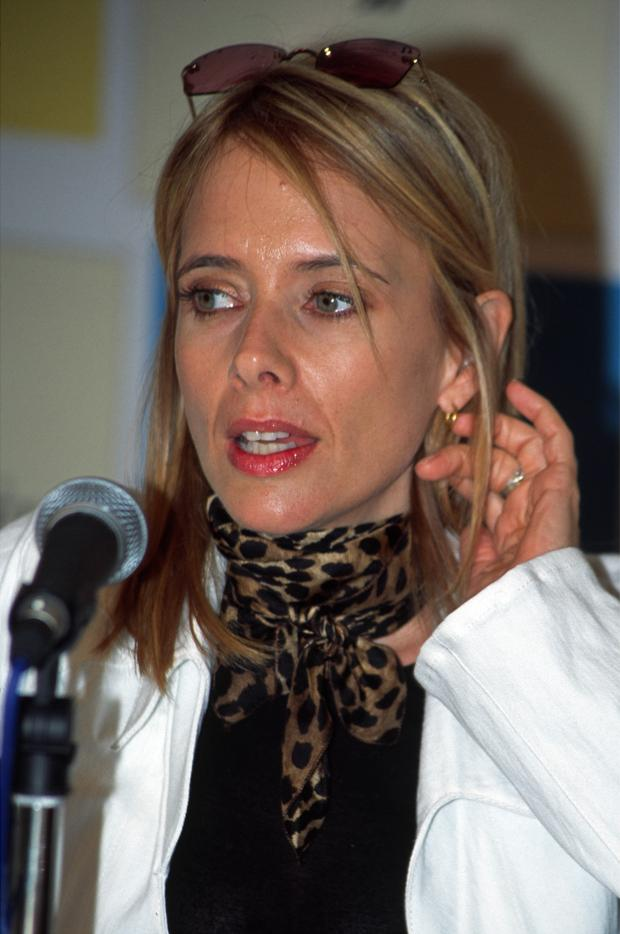
Rosanna Arquette interprète Jody

## Production

### Développement

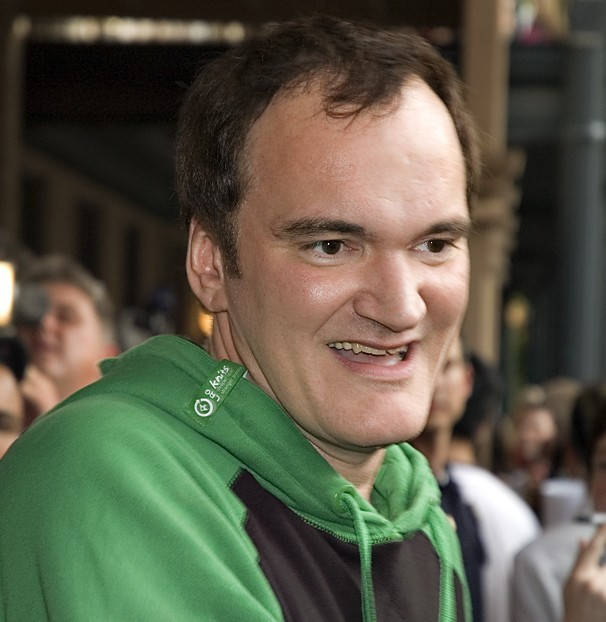
Quentin Tarantino, réalisateur du film.

L'inspiration initiale de ce qui va devenir Pulp Fiction est Les Trois Visages de la peur (1963), film à sketches en trois parties de Mario Bava. Quentin Tarantino et Roger Avary décident d'écrire un film en trois parties, chacun d'eux écrivant une partie et la troisième restant à déterminer. Le titre provisoire donné à ce projet est Black Mask, d'après le pulp magazine du même nom. Mais la partie écrite par Tarantino devient finalement Reservoir Dogs, son premier film, tandis que celle écrite par Avary à l'automne 1990, intitulée Pandemonium Reigns, va former l'ossature de l'histoire La montre en or dans Pulp Fiction, Tarantino y rajoutant l'histoire de la montre racontée par le personnage du capitaine Koons.
Après avoir réalisé Reservoir Dogs, Tarantino revient à son idée de faire un film en trois parties, expliquant par la suite : « J'ai eu l'idée de faire quelque chose que font les romanciers mais pas les réalisateurs : raconter trois histoires distinctes avec des personnages qui vont et viennent dans chacune d'entre elles mais dont l'importance diffère selon l'histoire ». Son idée pour Vincent Vega et la femme de Marsellus Wallace est de prendre une histoire bien connue dans les romans noirs et les films noirs, « celle du type qui sort avec la femme de son patron mais ne la touche pas », et de la faire aller de travers en prenant ce genre de personnages et de situations et en les confrontant « à certaines règles de la vie réelle afin de voir comment ils s'en démêlent ».
Tarantino commence à travailler sur le scénario du film à Amsterdam en mars 1992. Avary rejoint ensuite le projet en y apportant Pandemonium Reigns, qu'il réécrit, et en participant au développement des nouvelles histoires qui vont être liées à la sienne. Deux scènes qui ont été à l'origine écrites par Avary pour le scénario de True Romance, sont incorporées à l'histoire L'affaire Bonnie : le « miraculeux » tir manqué du complice caché sur Vincent et Jules et la mort accidentelle de Marvin dans la voiture. La notion du « nettoyeur » du monde criminel, le personnage de Winston Wolfe, est inspirée par un court métrage, Curdled, que Tarantino a vu dans un festival de cinéma. Il engage son actrice principale, Angela Jones, pour tenir le rôle d'Esmarelda Villalobos dans Pulp Fiction et participe plus tard à la production d'un remake de Curdled sous forme de long métrage. Lors de l'écriture du scénario deux marques fictives sont inventées, les Big Kahuna Burgers et les cigarettes Red Apples, qui feront d'autres apparitions dans les films suivants de Tarantino. Tarantino écrit l'essentiel du scénario du film alors qu'il voyage en Europe et au Japon à l'occasion de la présentation de Reservoir Dogs dans différents festivals et le script est finalement terminé, même s'il sera légèrement remanié plus tard, en janvier 1993.
Tarantino et son ami et producteur Lawrence Bender présentent le script à Jersey Films, société de production dirigée par Danny DeVito, Michael Shamberg et Stacey Sher qui avait déjà approché Tarantino avant même la sortie de Reservoir Dogs. Un accord d'un million de dollars par lequel Jersey Films obtient une part du projet et le droit de vendre le scénario à un studio est alors conclu, cet argent servant de financement initial pour A Band Apart, la compagnie nouvellement créée par Tarantino et Bender,. Jersey Films cède ensuite la distribution du film à Columbia TriStar et, en février 1993, Pulp Fiction apparaît dans Variety sur la liste des films en préproduction chez TriStar. Mais, en juin, Columbia TriStar met en vente les droits du projet, son président Mike Medavoy trouvant le scénario « trop démentiel ». Avary, qui est alors sur le point de commencer le tournage de son propre film, Killing Zoe, décrit en ces termes l'explication donnée par Columbia TriStar : « C'est la plus mauvaise chose jamais écrite. Ça n'a aucun sens. Quelqu'un meurt et ensuite il est vivant. C'est trop long, trop violent et infilmable ! » et explique que les objections du studio étaient compréhensibles étant donné la structure fondamentale du scénario.
Bender apporte alors le scénario à Miramax Films, un ancien studio indépendant qui vient d'être racheté par Disney. Harvey Weinstein, coprésident de Miramax avec son frère Bob, est immédiatement captivé par le script et en rachète les droits. Pulp Fiction devient le premier projet de Miramax à obtenir le feu vert depuis le rachat de la compagnie par Disney et un budget de 8 000 000 $ est établi,. C'est aussi le premier film que Miramax finance en totalité. Pour réussir à rester dans les limites de ce faible budget, Bender prévoit de payer tous les acteurs principaux au même salaire par semaine indépendamment de leur notoriété,. La plus grande star à participer au film est alors Bruce Willis qui, bien qu'il soit récemment apparu dans quelques échecs commerciaux, est toujours une star internationale. Grâce à sa célébrité dans le monde entier, Miramax recueille 11 000 000 $ pour la vente des droits du film à l'étranger, assurant quasiment ainsi sa rentabilité.

### Choix des interprètes

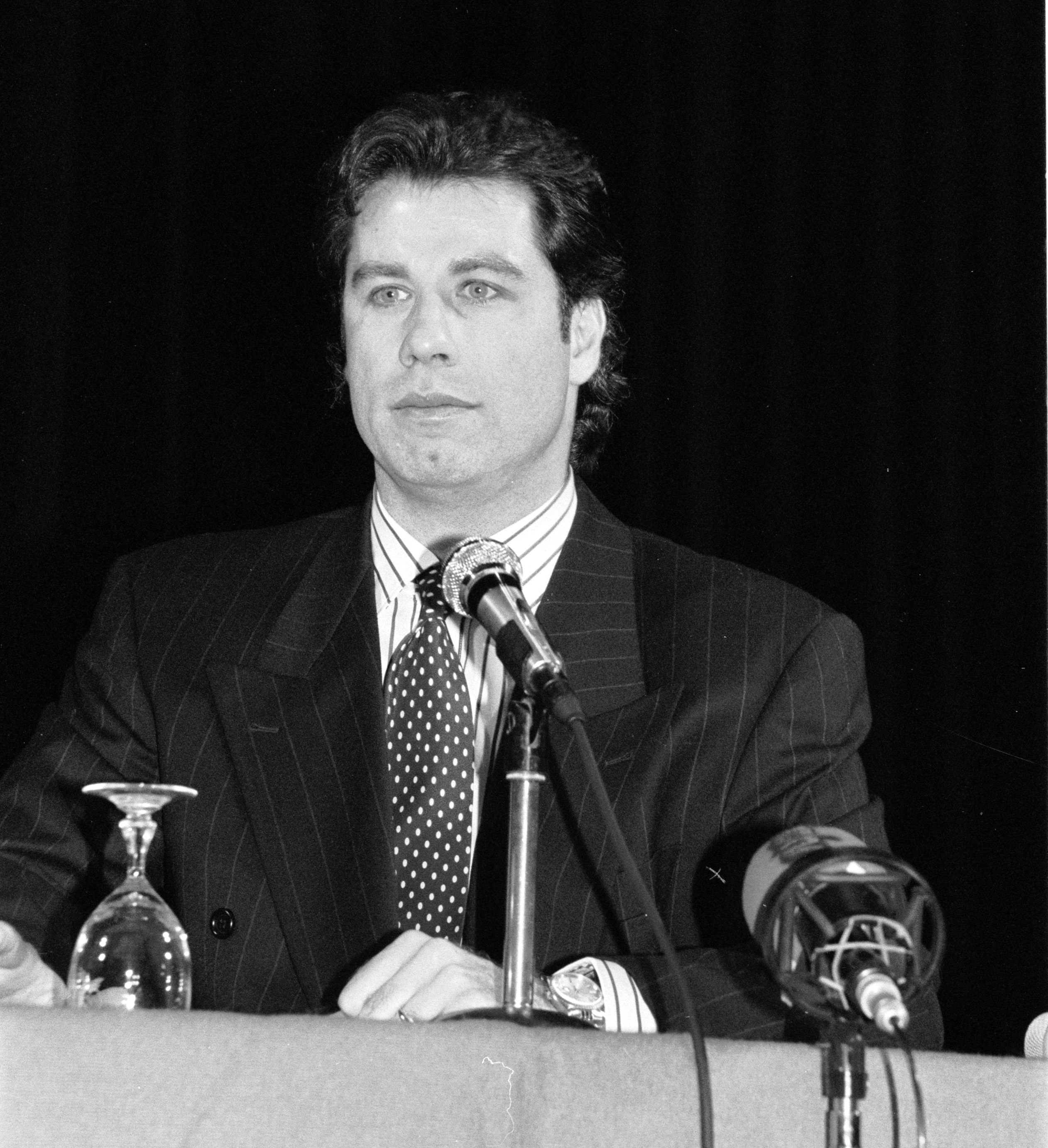
John Travolta, qui interprète le rôle de Vincent Vega dans Pulp Fiction.

Tarantino veut attribuer le rôle de Vincent Vega à Michael Madsen, qui a déjà interprété Vic Vega dans Reservoir Dogs, mais celui-ci préfère jouer dans Wyatt Earp, un choix qu'il regrettera par la suite. Daniel Day-Lewis est alors approché par Harvey Weinstein pour tenir le rôle, mais Tarantino lui préfère John Travolta (son second choix dans sa liste initiale) et persuade l'acteur, hésitant devant l'amoralité du personnage qui lui est proposé, d'accepter le rôle. Travolta accepte de travailler pour un cachet modeste, de 100 000 à 140 000 $ selon les sources, mais voit sa carrière revitalisée par le succès du film et sa nomination à l'Oscar du meilleur acteur,. En 2004, Tarantino envisage de réunir Madsen et Travolta pour une idée de film intitulé The Vega Brothers mais ce projet est finalement abandonné.
D'après une liste dévoilée en 2015, le réalisateur a créé le personnage de Jules Winnfield en le destinant à Laurence Fishburne. Le rôle revient finalement au second choix de Tarantino, Samuel L. Jackson, le réalisateur étant persuadé qu'il saura exprimer mieux que quiconque le charisme malveillant, à la Richard III, du personnage. Eddie Murphy était le 3e choix, devant Charles S. Dutton et Michael Beach. Samuel Jackson manque cependant de perdre le rôle après sa première audition, sa prestation étant éclipsée par celle de Paul Calderon. Jackson reconnaît que son audition était simplement une lecture et Harvey Weinstein le persuade de revenir auditionner une deuxième fois pour la scène de l'épilogue, sa performance étant cette fois-ci jugée convaincante par Tarantino. Le personnage doit à l'origine avoir une coiffure afro mais le réalisateur et l'acteur se mettent d'accord pour lui faire adopter à la place une coupe bouclée plus courte appelée Jheri curl, Jackson portant pour cela une perruque. Jackson reçoit pour son rôle une nomination pour l'Oscar du meilleur acteur dans un second rôle, alors que Calderon apparaît finalement dans le film dans le rôle de Paul, le barman du club de Marsellus Wallace.
Alors que le rôle principal de la deuxième histoire, celui de Butch Coolidge, était écrit pour Matt Dillon,, Bruce Willis est engagé pour le tenir. Pour l'acteur, accepter un rôle dans un film à petit budget « signifie d'accepter de réduire son cachet et de mettre en danger son statut de star mais la stratégie se révèle payante ; Pulp Fiction apporte à Willis un nouveau respect en tant qu'acteur et lui fait aussi gagner plusieurs millions de dollars comme résultat de son intéressement aux bénéfices ». Pour le personnage de Butch Coolidge, Tarantino s'est inspiré du personnage de Mike Hammer, dur avec les hommes mais très sentimental avec sa petite amie, joué par Ralph Meeker dans le film En quatrième vitesse (1955). L'apparence et la présence physique de Willis se révèlent alors décisives pour son obtention du rôle, Tarantino expliquant : « Bruce a le look d'un acteur des années 50. Je ne pense pas qu'il y ait une autre star qui ait ce look. » Le réalisateur poursuit en disant que Willis lui évoque en particulier le personnage joué par Aldo Ray dans Poursuites dans la nuit (1957) et lui fait adopter une allure similaire. Sylvester Stallone, Sean Penn, Nicolas Cage, Aidan Quinn ou encore Johnny Depp ont également été envisagés pour interpréter le personnage.

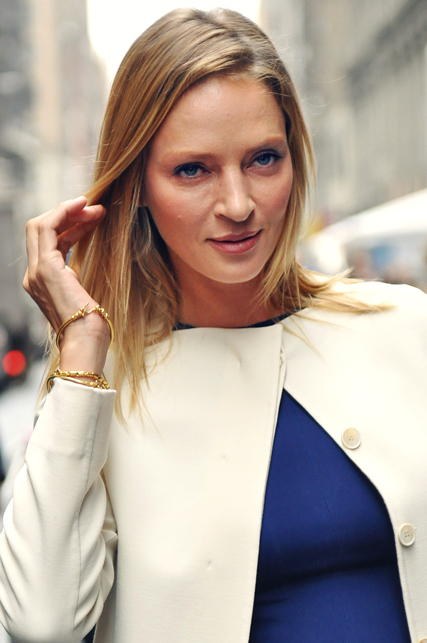
Uma Thurman, qui interprète le rôle de Mia Wallace dans Pulp Fiction.

Pour le rôle de Mia Wallace, Miramax Films souhaite engager Holly Hunter ou Meg Ryan, alors que Tarantino cite parmi ses préférences Virginia Madsen, la sœur de Michael, Jennifer Beals, Pam Grier, Bridget Fonda ou encore Angela Bassett. Quentin Tarantino insiste finalement pour avoir Uma Thurman dès sa première rencontre avec l'actrice,. Tarantino fait porter à l'actrice une perruque brune coupée au carré en hommage à Anna Karina, l'actrice fétiche de Jean-Luc Godard. Thurman est mise en avant pendant toute la campagne de promotion, apparaissant sur l'affiche du film sur un lit avec une cigarette à la main. Elle est nommée pour l'Oscar de la meilleure actrice dans un second rôle, gagnant ainsi son statut de star, mais choisit de ne pas tirer avantage de sa récente célébrité en ne jouant dans aucun film à gros budget durant les trois années suivantes. C'est pendant le tournage de Pulp Fiction que Tarantino et Thurman imaginent la base de l'histoire de Kill Bill.
Quentin Tarantino écrit le rôle de Marsellus Wallace en pensant à Ving Rhames et Samuel L. Jackson, alors qu'il envisage également Ken Foree, Sid Haig ou encore Carl Weathers. Sid Haig, qui a fait de nombreuses apparitions dans les films d'exploitation des années 1970, est contacté en premier mais décline le rôle et c'est alors Ving Rhames qui le décroche en réussissant, selon Bender, « l'une des meilleures auditions que j'ai jamais vues ». Laurence Fishburne dira avoir été approché pour ce même rôle après avoir été approché pour celui de Jules. Les personnages de Winston Wolfe, Ringo et Yolanda sont écrits spécialement pour Harvey Keitel, Tim Roth et Amanda Plummer,, même si Johnny Depp et Christian Slater ont tous deux été envisagés pour le rôle de Ringo. Keitel et Roth ont déjà joué dans Reservoir Dogs, Keitel étant en effet l'« acteur préféré » de Tarantino, alors que c'est Roth qui présente Plummer à Tarantino en lui disant « Je veux jouer avec Amanda dans un de tes films et elle devra avoir un très gros flingue ». 
Tarantino engage Maria de Medeiros pour le rôle de Fabienne, la petite amie française de Butch, l'ayant rencontrée alors qu'il était en Europe lors de la présentation de Reservoir Dogs dans des festivals. Pour les rôles du dealer Lance et de sa femme Jody, ce sont Eric Stoltz et Rosanna Arquette qui sont engagés. Tarantino avait initialement prévu d'interpréter lui-même Lance mais, voulant absolument être derrière la caméra pour la scène de l'injection d'adrénaline, il abandonne le rôle pour celui de Jimmy, l'ami de Jules. John Cusack était également prévu comme premier choix mais à la suite de son refus, le rôle échut donc à Eric Stoltz. Courtney Love a déclaré plus tard que Kurt Cobain avait été approché pour le rôle de Lance et qu'elle aurait joué celui de Jody s'il avait accepté, mais Tarantino a démenti cette information lors d'une interview sur la radio australienne Nova 106.9. Pam Grier fait une lecture du rôle de Jody mais Tarantino estime que le public ne trouverait pas crédible que Lance lui crie dessus,. Ellen DeGeneres auditionne elle aussi pour ce rôle. Christopher Walken apparait dans une seule scène du film mais celle-ci est importante, comme cela avait déjà été le cas dans True Romance. Steve Buscemi et Lawrence Bender font des petites apparitions en tant que serveurs au Jack Rabbit Slim's, le premier, déguisé en Buddy Holly, prenant la commande de Mia et Vincent et le second servant une autre table sous un déguisement de Zorro.

### Tournage
Le tournage du film commence le 20 septembre 1993, Tarantino prenant pour principaux collaborateurs des personnes ayant déjà travaillé avec lui sur Reservoir Dogs (Andrzej Sekuła, David Wasco, Betsy Heimann, Sally Menke). Malgré son budget limité de 8 000 000 $, le réalisateur veut que son film ait l'aspect d'une production disposant d'un budget plus élevé : « Je voulais qu'il ressemble à une épopée. C'est une épopée dans tous les domaines, l'inventivité, l'ambition, la durée, le cadrage, tout excepté le coût ». Le film est tourné avec une pellicule 50 ASA, qui est la plus lente, afin qu'il n'y ait quasiment pas de grain de l'image. « C'est ce que nous avons de plus proche du technicolor des années 50 » explique Tarantino. L'élément le plus coûteux du budget, 150 000 $, est la création du décor du Jack Rabbit Slim's dans un entrepôt de Culver City qui est également utilisé pour d'autres décors et qui abrite les locaux de la production.
Le film est entièrement tourné à Los Angeles et dans ses environs. Le café restaurant qui sert de cadre à l'introduction et à l'épilogue du film est le Hawthorne Grill, situé sur Hawthorne Boulevard, qui a depuis été démoli ; la poursuite à pied entre Butch Coolidge et Marsellus Wallace est filmée sur Fletcher Drive, à Glendale ; l'appartement où Jules Winnfield et Vincent Vega opèrent leur massacre est situé sur Van Ness Avenue, au nord d'Hollywood Boulevard, et la maison de Lance à Echo Park. La production utilise le 1435 Flower Street à Glendale, un bowling nommé Grand Central Bowl qui venait de fermer et attenant à Walt Disney Imagineering, comme décor pour le restaurant Jack Rabbit Slim's. Le fait que Miramax soit une filiale de Disney depuis 1993 serait à l'origine de ce choix de décor. En 1997, Disney rachète le site de 125 acres (505 857 m2) et l'intègre au Grand Central Creative Campus.
Pour les costumes, Tarantino s'inspire de Jean-Pierre Melville, pour qui les vêtements que les personnages de ses films portaient étaient leurs armures symboliques. Outre son rôle de Jimmy, le réalisateur fait apparaître sa main dans le film, celle-ci tenant en effet les clefs du chopper de Zed quand elles sont filmées en gros plan lorsque Butch sort de la boutique du prêteur sur gages. Il utilise aussi certaines de ses marques de fabrique, tel que le plan depuis le coffre d'une voiture ou la présence à l'écran d'un paquet de céréales Fruit Brute, comme il l'avait déjà fait dans Reservoir Dogs. La scène la plus difficile à tourner fut, d'après le réalisateur, celle de l'injection de l'adrénaline. Elle est filmée à l'envers (John Travolta retirant la seringue de la poitrine d'Uma Thurman) avant d'être inversée au montage. Le tournage se termine le 30 novembre 1993.

## Bande originale
Aucune musique originale n'est composée pour le film, Quentin Tarantino préférant utiliser à la place un assortiment de morceaux de pop, de soul, de surf music et de rock 'n' roll. La reprise de Misirlou par Dick Dale est le morceau que l'on entend pendant le générique de début du film. Le réalisateur explique son choix d'introduire de la surf music dans la bande originale en disant qu'elle « ressemble à du rock'n'roll de western spaghetti ». Certaines chansons ont été suggérées à Tarantino par ses amis Chuck Kelley et Laura Lovelace, qui sont crédités en tant que consultants musicaux. Lovelace apparaît également dans le film dans le rôle d'une serveuse, rôle qu'elle a repris dans Jackie Brown. Le réalisateur a aussi pensé utiliser My Sharona, des Knack pour la scène du viol de Marsellus Wallace avant d'y renoncer car l'effet aurait été trop comique.
L'album, sorti le 27 septembre 1994, a atteint la 21e place du classement Billboard 200, alors que la reprise de la chanson de Neil Diamond, Girl, You'll Be a Woman Soon, par le groupe Urge Overkill est parvenue à la 59e place du classement Billboard Hot 100. La musique du film a également remporté le prix de la meilleure bande originale aux Brit Awards en 1995. La combinaison de chansons peu connues, représentatives d'une sous-culture basée autour d'un style de vie résolument apolitique, avec des classiques comme Son of a Preacher Man ou Flowers on the Wall a été décrite comme jouant un rôle important dans la reconnaissance du film en tant qu'œuvre postmoderne et dans son lien le rattachant à un public jeune et cinéphile. La bande originale est composée de 20 titres qui sont, pour sept d'entre eux, des extraits de dialogues du film. Une version collector en double CD a été commercialisée en 2002. Elle contient les titres remastérisés de la première version ainsi que cinq titres bonus et une interview de Tarantino.
Musique additionnelle
- Waitin' In School de Gary Shorelle
- Ace Of Shades de Link Wray
- Teenagers In Love de Woody Thorne
- Coffee Shop Music

## Accueil

### Sortie du film et box-office

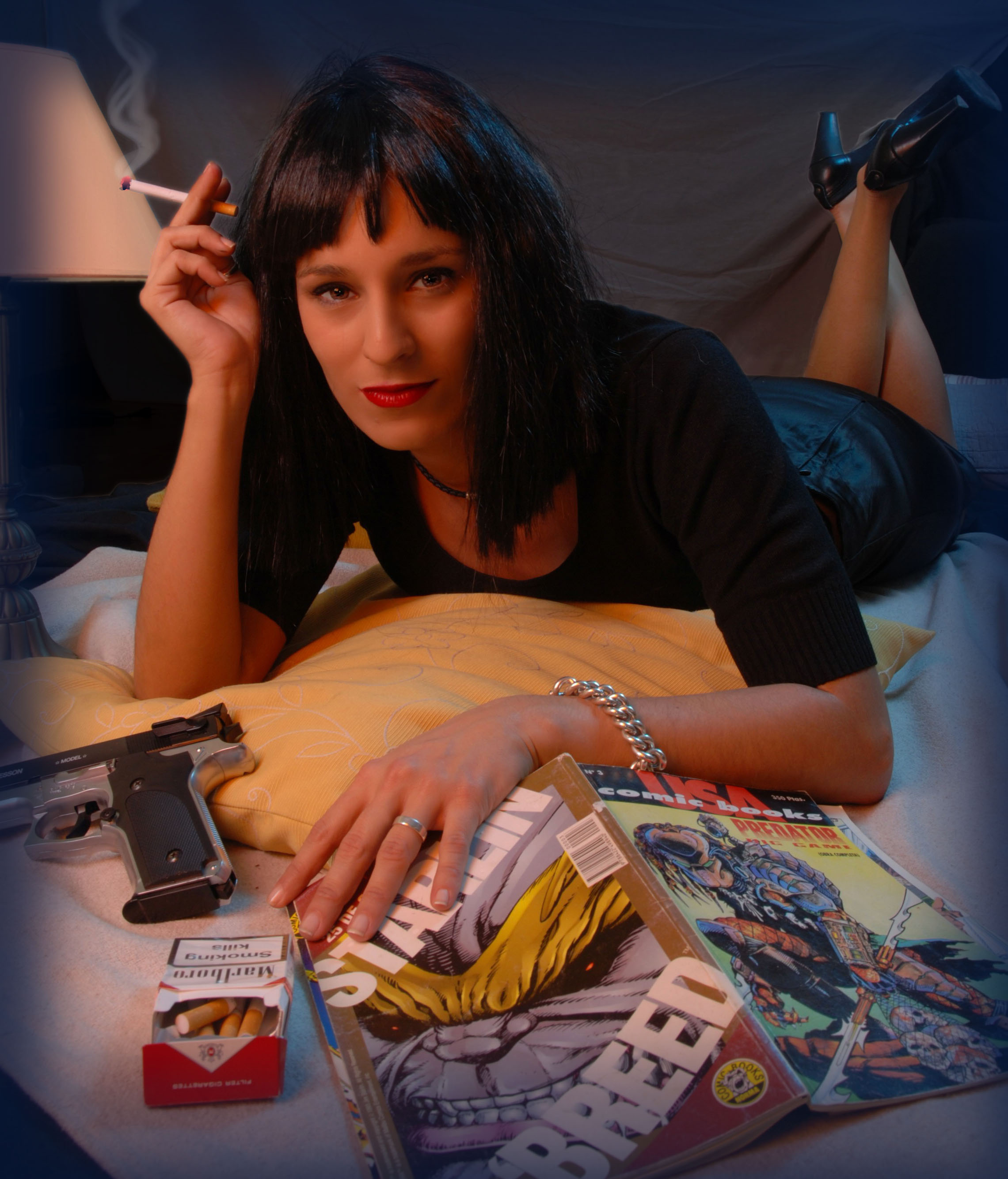
Parodie de l'affiche du film.

Avant la sortie du film, Quentin Tarantino demande à Roger Avary de renoncer à être cocrédité pour le scénario et d'accepter à la place un crédit pour l'histoire afin que la mention « Écrit et réalisé par Quentin Tarantino » puisse apparaître au générique et être utilisée pour la campagne de promotion. Cela provoquera plus tard une brouille entre les deux amis, Tarantino « omettant » de mentionner Avary dans son discours de remerciements après avoir reçu le Golden Globe du meilleur scénario, et Avary, cette fois-ci récompensé avec Tarantino, s'éclipsant très vite de la scène, prétextant une envie pressante, après avoir été corécompensé de l'Oscar du meilleur scénario original. En mai 1994, le film est en compétition officielle pour le Festival de Cannes 1994 et les frères Weinstein organisent sa promotion à la façon d'une « opération commando » en faisant venir ses principaux acteurs et en multipliant déjeuners et dîners autour du film. Celui-ci est projeté pour la première fois, lors d'une séance de minuit et fait sensation. Il remporte la Palme d'or, ce qui lui assure une notoriété immédiate et propulse Tarantino au premier plan. Les frères Weinstein veulent que le film sorte aux États-Unis pendant l'été mais John Travolta les persuade plutôt d'attendre le mois d'octobre, période propice aux films en compétition pour les Oscars.
Durant les mois suivants, le film est donc présenté dans plusieurs festivals européens à Munich, Taormine, Locarno, Haugesund et Saint-Sébastien ainsi qu'en ouverture du festival du film de New York à la fin du mois de septembre. Pendant la campagne de promotion qui précède la sortie du film aux États-Unis, Miramax joue sur la réputation de Tarantino d'idéaliser la violence et utilise notamment comme slogan « You won't know the facts till you've seen the fiction »,.
Le film sort aux États-Unis le 14 octobre 1994 dans 1 338 salles et rapporte 9 311 882 $ pour son premier week-end d'exploitation. Il reste deux semaines en tête du box-office américain, devançant L'Expert, sorti la semaine précédente et qui est projeté dans deux fois plus de salles et rapporte au total 214 179 088 $ dans le monde entier (dont 107 928 762 $ aux États-Unis), succès commercial considérable comparativement à son budget qui le classe au 12e rang du box-office mondial 1994. En France, il réalise 2 864 640 entrées. Il dépasse également les deux millions d'entrées en Espagne et le million d'entrées en Allemagne et réalise plus de 10 730 000 £ de recettes au Royaume-Uni. Dans ce dernier pays, le scénario du film devient un best-seller, entrant dans le classement des dix meilleures ventes de livres.
| Pays ou région | Box-office        | Date d'arrêt du box-office | Nombre de semaines |
| -------------- | ----------------- | -------------------------- | ------------------ |
| États-Unis     | 107 928 762 $     | 16 avril 1995              | 27                 |
| France         | 2 864 640 entrées | -                          | -                  |
| Total mondial  | 214 179 088 $     | -                          | -                  |

### Accueil critique
Le film a été très bien accueilli par la critique, recueillant 92 % de critiques favorables, avec un score moyen de 9,3⁄10 et sur la base de 181 critiques collectées, sur le site Rotten Tomatoes. Sur le site Metacritic, il obtient un score de 95⁄100, sur la base de 27 critiques collectées.
Roger Ebert, du Chicago Sun-Times, donne au film 4 étoiles sur 4, vantant la qualité du scénario, les situations et les dialogues « inventifs et originaux » et estimant que « le film ressuscite un genre vieillissant ainsi que quelques carrières ». Richard Corliss, de Time Magazine, est tout aussi enthousiaste, écrivant qu'il « domine les autres films de l'année de manière aussi majestueuse et menaçante qu'un chef de gang à l'école maternelle. Il défie les productions hollywoodiennes d'être aussi futées que lui en allant aussi loin. Si de bons réalisateurs acceptent le challenge implicite de Tarantino, les salles de cinéma pourraient être à nouveau un formidable endroit où passer son temps ». Janet Maslin, du New York Times, décrit le film comme « un voyage triomphant et habilement désorientant à travers un demi-monde qui jaillit entièrement de l'imagination de M. Tarantino, un paysage peuplé de dangers, de chocs, d'hilarité et d'une vibrante couleur locale. Rien n'est prévisible ou familier dans ce monde irrésistiblement bizarre. Vous n'entrez pas simplement dans une salle de cinéma, vous descendez dans un terrier de lapin ». Mick LaSalle, du San Francisco Chronicle, évoque un « film à la fois monumental et immédiatement accessible » dont l'énergie ne retombe jamais, empli d'humour noir et d'une violence quasiment chorégraphiée.
Pour Owen Gleiberman, d'Entertainment Weekly, c'est « la redécouverte du plaisir qu'un film peut apporter » où Tarantino combine « la discipline et le contrôle à une joie sauvage et absolue » avec de superbes performances d'acteurs de Travolta, Willis, Keitel et surtout Jackson. Ian Freer, du magazine Empire, donne au film 5 étoiles sur 5, commentant : « Tarantino tisse un pan de l'histoire du film de gangsters avec ce film brillant et novateur. Saupoudré de grands moments et porté par des acteurs au sommet de leur jeu, le scénario astucieux, les références à la pop culture, l'amoralité jubilatoire, la musique culte et l'énergie hyperactive du film ont redéfini le genre pour l'avenir ». Peter Travers, de Rolling Stone, compare le jeu des acteurs à de la « dynamite » et évoque un film « férocement divertissant sans aucune trace de prudence, de complaisance ou de politiquement correct pour inhiber ces 154 minutes délicieusement sanglantes ». Et pour Desson Howe, du Washington Post, c'est un « divertissement hypnotisant », « brillant et brutal, drôle et vivifiant, choquant par sa cruauté et désarmant par sa tendresse » et porté par un quatuor irréprochable d'acteurs principaux.
Parmi les quelques critiques mitigées ou négatives, Kenneth Turan, du Los Angeles Times, estime que Tarantino « semble être à la peine dans ses effets. Certaines scènes, notamment celle impliquant un viol homosexuel, donnent une sensation inconfortable de désespoir créatif de quelqu'un qui a peur de perdre sa réputation et faisant des pieds et des mains pour choquer les sensibilités ». Stanley Kauffman, du New Republic, a le sentiment que le film joue trop sur son aspect dégoûtant et qu'il « encourage l'appauvrissement culturel ». Et Pour John Simon, de National Review, le film compte des moments amusants et des acteurs accomplis mais « il y a toujours quelque chose pour gâcher le plaisir » et l'intérêt suscité par la structure scénaristique ne comble « ni les moments creux, ni la superficialité ».
En France, Marc Weitzmann, de Première, juge que le film est « un grand moment de jubilation » « nerveux, léger, souvent drôle », où certains dialogues « frôlent les mèches du sublime » et qui « offre une formidable galerie de personnages », les acteurs s'en donnant « à cœur joie », notamment Travolta « grandiose de regard bovin et d'allure avachie ». Philippe Rouyer, de Positif, estime que Tarantino « crée un univers complexe et cohérent » où « le rire est omniprésent, l'humour des situations et du langage servant de contrepoids à la tension inouïe de l'action » et où « les multiples références culturelles ne paraissent jamais artificiellement plaquées sur l'intrigue » mais « la constituent ». La rédaction des Inrockuptibles le qualifie de « parangon de junk-culture américaine » et met en avant le « génie du casting, [la] construction en boucle temporelle virtuose, [et les] dialogues hilarants portés dans le rouge comme un duel de guitares électriques ». Michel Pascal, du Point, évoque un film qui « bafoue les lois de la narration classique, jouant avec le temps, les personnages et les situations en cercles concentriques » et « qui refait de John Travolta une star, dans le rôle grandiose du tueur Vincent Vega, empâté et cocaïné. Son concours de twist au resto avec Uma Thurman perruquée est devenu un morceau d'anthologie comme l'histoire de la montre de Bruce Willis, les anneaux de Rosanna Arquette, ou la torture sado-maso avec les flics homos de Los Angeles ». La rédaction de Télérama délivre deux critiques opposées : côté pour, Vincent Remy juge le film d'une « irrésistible drôlerie. Violent, peut-être, mais d'une violence surréelle, jamais racoleuse, désamorcée par le burlesque » avec « des dialogues déphasés [et] un timing déstructuré qui finissent par faire « la » différence » ; côté contre, Laurent Bachet évoque une « esbroufe immorale » où « l'auteur ne porte aucun regard critique sur les comportements de ses protagonistes. Et pas le moindre regard sur le monde qui les entoure » et d'une « affreuse misogynie ». Et pour Vincent Ostria, des Cahiers du cinéma, c'est un « film de cinéphage plutôt que de cinéphile » où « le cinéaste a un vrai sens du dialogue et un culot indéniable mais à la longue cette habileté tourne au procédé, cette audace devient rapidement mécanique » et « passé l'effet de surprise, le mécanisme tourne à la routine ».
En Belgique, Jacques Decker, du Soir, délivre une critique cannoise mitigée, reconnaissant la « patte » du réalisateur qui, même s'il « filme de façon très conventionnelle, excelle dans le montage survolté et aime construire les scénarios comme des pièges à rats » mais estimant qu'il « se moque de son contenu ».

## Distinctions
Le film a reçu de nombreuses récompenses dont la Palme d'or au Festival de Cannes 1994, prix accordé sous l'impulsion du président du jury Clint Eastwood, qui a pesé de tout son poids en faveur du film. Cette Palme d'Or a suscité la controverse à la fois au sein du public cannois et de la presse francophone, très divisée à son sujet et dont les favoris étaient des films plus « conventionnels » tels que Soleil trompeur, Vivre ! et Trois couleurs : Rouge. Ainsi, Michel Ciment et Yann Tobin, de Positif, saluent ce « choix anticonformiste » qui récompense « l'audace, le jaillissement créatif et le désir d'explorer les limites de son matériau » et Didier Allouche, du magazine Impact, évoque une « guerre de tranchées entre amateurs et détracteurs du film » et se félicite de sa victoire car « c'était le seul film à polémique, le seul à donner un vrai plaisir cinématographique immédiat » ; alors que Thierry Jousse, des Cahiers du cinéma, affirme que le jury a récompensé le film uniquement car « les Américains sont là pour faire le spectacle », et que Jacques Decker, du Soir, estime que c'est un « scandale » et le « plus absurde des palmarès ». À l'annonce de la Palme d'or, quelques huées fusent du public, Tarantino y répondant par un doigt d'honneur. Il faut attendre la sortie du film en salles pour que la presse reconnaisse ses mérites.
Parmi les autres récompenses les plus prestigieuses, le film reçoit en 1995 sept nominations, dont celui du meilleur film, lors de la 67e cérémonie des Oscars et six lors de la 52e cérémonie des Golden Globes (ne remportant dans les deux cas que le prix du meilleur scénario) ainsi que neuf nominations aux BAFTA Awards (avec un nouveau prix du meilleur scénario et celui du meilleur second rôle masculin pour Samuel L. Jackson). Il est également nommé pour le César du meilleur film étranger.

### Récompenses
| Année                                       | Évènement                                       | Prix                                | Lauréat(es) |
| ------------------------------------------- | ----------------------------------------------- | ----------------------------------- | ----------- |
| 1994                                        |                                                 |                                     |             |
| Festival de Cannes                          | Palme d'or                                      | Quentin Tarantino                   |             |
| Festival international du film de Stockholm | Cheval de Bronze du meilleur film               |                                     |             |
| Festival international du film de Stockholm | Meilleur acteur                                 | John Travolta                       |             |
| Festival international du film de Stockholm | Meilleur scénario                               | Quentin Tarantino                   |             |
| NBR Awards                                  | Meilleur film                                   |                                     |             |
| NBR Awards                                  | Meilleur réalisateur                            | Quentin Tarantino                   |             |
| 1995                                        |                                                 |                                     |             |
| Oscars du cinéma                            | Meilleur scénario original                      | Quentin Tarantino et Roger Avary    |             |
| Golden Globes                               | Meilleur scénario                               | Quentin Tarantino                   |             |
| BAFTA Awards                                | Meilleur scénario original                      | Quentin Tarantino et Roger Avary    |             |
| BAFTA Awards                                | Meilleur acteur dans un second rôle             | Samuel L. Jackson                   |             |
| Saturn Awards                               | Meilleur film d'action, d'aventures ou thriller |                                     |             |
| Prix David di Donatello                     | Meilleur film étranger                          |                                     |             |
| Prix David di Donatello                     | Meilleur acteur étranger                        | John Travolta                       |             |
| Brit Awards                                 | Meilleure bande originale de film               |                                     |             |
| Independent Spirit Awards                   | Meilleur film                                   |                                     |             |
| Independent Spirit Awards                   | Meilleur acteur                                 | Samuel L. Jackson                   |             |
| Independent Spirit Awards                   | Meilleur réalisateur                            | Quentin Tarantino                   |             |
| Independent Spirit Awards                   | Meilleur scénario                               | Quentin Tarantino et Roger Avary    |             |
| MTV Movie Awards                            | Meilleur film                                   |                                     |             |
| MTV Movie Awards                            | Meilleure scène de danse                        | Uma Thurman et John Travolta        |             |
| Prix Edgar-Allan-Poe                        | Meilleur film                                   |                                     |             |
| NSFC Awards                                 | Meilleur film                                   |                                     |             |
| NSFC Awards                                 | Meilleur réalisateur                            | Quentin Tarantino                   |             |
| NSFC Awards                                 | Meilleur scénario                               | Quentin Tarantino et Roger Avary    |             |
| Artios Awards                               | Meilleur casting                                | Ronnie Yeskel et Gary M. Zuckerbrod |             |
| Kinema Junpo Award                          | Meilleur film étranger                          |                                     |             |

### Nominations
| Année                             | Évènement                               | Prix                                                         | Nommé(es) |
| --------------------------------- | --------------------------------------- | ------------------------------------------------------------ | --------- |
| 1995                              |                                         |                                                              |           |
| Oscars du cinéma                  | Meilleur film                           | Lawrence Bender                                              |           |
| Oscars du cinéma                  | Meilleur acteur                         | John Travolta                                                |           |
| Oscars du cinéma                  | Meilleur réalisateur                    | Quentin Tarantino                                            |           |
| Oscars du cinéma                  | Meilleur acteur dans un second rôle     | Samuel L. Jackson                                            |           |
| Oscars du cinéma                  | Meilleure actrice dans un second rôle   | Uma Thurman                                                  |           |
| Oscars du cinéma                  | Meilleur montage                        | Sally Menke                                                  |           |
| Golden Globes                     | Meilleur film dramatique                |                                                              |           |
| Golden Globes                     | Meilleur acteur dans un film dramatique | John Travolta                                                |           |
| Golden Globes                     | Meilleur réalisateur                    | Quentin Tarantino                                            |           |
| Golden Globes                     | Meilleur acteur dans un second rôle     | Samuel L. Jackson                                            |           |
| Golden Globes                     | Meilleure actrice dans un second rôle   | Uma Thurman                                                  |           |
| BAFTA Awards                      | Meilleur film                           |                                                              |           |
| BAFTA Awards                      | Meilleur acteur                         | John Travolta                                                |           |
| BAFTA Awards                      | Meilleure actrice                       | Uma Thurman                                                  |           |
| BAFTA Awards                      | Meilleur réalisateur                    | Quentin Tarantino                                            |           |
| BAFTA Awards                      | Meilleure photographie                  | Andrzej Sekuła                                               |           |
| BAFTA Awards                      | Meilleur montage                        | Sally Menke                                                  |           |
| BAFTA Awards                      | Meilleur son                            | Stephen Hunter Flick, Ken King, Rick Ash et Dean A. Zupancic |           |
| César du cinéma                   | Meilleur film étranger                  |                                                              |           |
| Union de la critique de cinéma    | Grand Prix                              |                                                              |           |
| Awards of the Japanese Academy    | Meilleur film étranger                  |                                                              |           |
| Prix David di Donatello           | Meilleure actrice étrangère             | Uma Thurman                                                  |           |
| Screen Actors Guild Awards        | Meilleur acteur                         | John Travolta                                                |           |
| Screen Actors Guild Awards        | Meilleur acteur dans un second rôle     | Samuel L. Jackson                                            |           |
| Screen Actors Guild Awards        | Meilleure actrice dans un second rôle   | Uma Thurman                                                  |           |
| Directors Guild of America Awards | Meilleur réalisateur                    | Quentin Tarantino                                            |           |
| Independent Spirit Awards         | Meilleur acteur dans un second rôle     | Eric Stoltz                                                  |           |
| MTV Movie Awards                  | Meilleur acteur                         | John Travolta                                                |           |
| MTV Movie Awards                  | Meilleure actrice                       | Uma Thurman                                                  |           |
| MTV Movie Awards                  | Meilleur duo à l'écran                  | Samuel L. Jackson et John Travolta                           |           |
| MTV Movie Awards                  | Meilleure chanson                       | Urge Overkill pour Girl, You'll Be a Woman Soon              |           |
| Eddie Awards                      | Meilleur montage                        | Sally Menke                                                  |           |

## Analyse

### Artificialité et postmodernisme
Quentin Tarantino a indiqué qu'il avait prévu dès le départ de réaliser un « Black Mask movie », se référant par ce terme au magazine ayant popularisé les histoires de détectives dans le genre noir. Le critique Geoffrey O'Brien voit le résultat comme relié « assez fortement à une autre forme traditionnelle des pulp magazines : les contes de fantastique et d'horreur écrits entre autres par William Irish et Fredric Brown… Tous deux se situent largement dans un royaume d'improbables coïncidences et de cruelles plaisanteries cosmiques, un royaume que Pulp Fiction a fait sien ». O'Brien trouve en particulier une forte affinité entre les intrigues complexes et les retournements de situation des romans de Brown et la structure récursive et entrelacée du film. Par ailleurs, l'ordre des différents cahiers reliés pour former les pulp magazines était souvent erroné, la fin pouvant se retrouver avant le début, comme dans le film de Tarantino. James Mottram considère le romancier Elmore Leonard, dont Tarantino a reconnu l'influence, comme la principale inspiration littéraire du film. Il suggère que les « riches dialogues » de Leonard se reflètent dans ceux, basés sur la culture populaire, de Tarantino, et met aussi en avant le fait que le sens de l'humour aigu et très noir de Leonard prend un monde violent comme source d'inspiration.
Pulp Fiction est considéré comme un des principaux représentants du cinéma postmoderne, qui se caractérise par « son évocation d'une force viscérale si intense qu'elle se substitue à tout souci d'atteindre un sens profond », détachant de l'intrigue des « morceaux de bravoure isolés, soit par le brio des dialogues, soit par l'étrangeté de l'action, soit par l'étalage virtuose du style cinématographique ». Robert Kolker voit « les fioritures, l'apparente banalité pleine d'esprit des dialogues, la rupture maladroite de la temporalité [comme] une couche transparente par-dessus un pastiche […] essentiellement de deux films que Tarantino semble ne pas pouvoir se sortir de l'esprit : Mean Streets et L'Ultime Razzia ». Mais Pulp Fiction se démarque de ses prédécesseurs postmodernes hollywoodiens Hudson Hawk (1991) et Last Action Hero (1993) qui « ont poussé la blague trop loin… en ne faisant que se moquer ou en suggérant qu'ils étaient plus malins que le public » et ont connu l'échec. Alberto Morsiani écrit que « l'impressionnant format en cinémascope des plans étudiés par Tarantino et son remarquable directeur de la photographie Andrzej Sekuła, cadre souvent des objets en très gros plans et offre des contrastes assez vifs qui rappellent les stratégies visuelles de Sergio Leone », reconnu par Tarantino comme un de ses modèles. Pour Martin Rubin, ces « images en format large expansives et brillamment colorées » évoquent plutôt celles de réalisateurs de comédies tels que Frank Tashlin et Blake Edwards.
Le genre du film s'est révélé particulièrement difficile à classifier, diverses hypothèses étant avancées par les analystes et les critiques. Il a été étiqueté comme une comédie noire et, plus fréquemment comme du néo-noir,. Geoffrey O'Brien s'est élevé contre cette association avec le film noir, affirmant que « les passions d'autrefois du noir, sa mélancolie cafardeuse et ses scènes de mort dignes d'un opéra seraient totalement hors de propos dans le pays des merveilles croustillant et brillamment éclairé que Tarantino a créé. Ce n'est ni du néo-noir, ni une parodie du noir ». Nicholas Christopher le compare plus à une parodie de film de gangsters à l'artificialité revendiquée qu'à du néo-noir. Et Foster Hirsch suggère que le « paysage psychédélique imaginaire » du film le caractérise beaucoup plus que n'importe quelle étiquette de genre. Comparant Reservoir Dogs à Pulp Fiction, Alberto Morsiani affirme que le premier est un film choral alors que le second « fonctionne à travers une série continuelle de couples ». Le style des personnages, la trame et la violence des deux films les rapprochent mais « le crescendo de confrontations » de Reservoir Dogs contraste avec la « série d'accords négociés entre les protagonistes » de Pulp Fiction. Le format narratif du deuxième film de Tarantino et ses emprunts plus diversifiés en font pour Morsiani une œuvre « plus nuancée et raffinée ».
Les nombreuses allusions à la culture populaire présentes dans le film, allant de l'image célèbre de la jupe de Marilyn Monroe se soulevant au-dessus d'une grille de métro aux différents noms donnés aux hamburgers de McDonald's suivant les pays, ont conduit beaucoup de critiques à discuter du film dans le cadre du postmodernisme. David Walker décrit le film comme le « chef-d'œuvre postmoderne » de Tarantino, notant qu'il « est marqué par sa vénération espiègle pour les années 1950 et ses références constamment taquines et souvent respectueuses à d'autres films ». Il caractérise sa technique narrative compliquée comme une « espièglerie postmoderne ». Geoffrey O'Brien compare le film à « une visite guidée dans un parc à thèmes infernal décoré avec des détritus culturels, Buddy Holly et Mamie Van Doren, la blaxploitation, Roger Corman et Baby Cart, et une musique sortie d'une vieille station de radio pour laquelle toutes les décennies depuis les années 50 existent simultanément ». Catherine Constable prend le moment où la seringue d'adrénaline est plantée dans le cœur d'une Mia Wallace comateuse comme exemple postmoderne, écrivant « qu'on peut le voir en tant qu'accomplissement de sa résurrection depuis les morts, rappelant et sapant à la fois la convention gothique du pieu pour les vampires. Sur ce modèle, la mise en référence des formes et des courants esthétiques précédents va au-delà d'un pastiche creux, soutenant un mode inventif et affirmatif de postmodernisme ».
Concernant les thèmes du film, Foster Hirsch suggère que s'il « traite réellement de n'importe quoi d'autre que de sa propre ingéniosité, il semble consacré à la thèse douteuse selon laquelle les tueurs à gages font partie de l'humanité ». Pour Alberto Morsiani, ces « tueurs impitoyables » sont néanmoins « sympathiques car ils sont pétris de vices et de vertus très humains » et « conservent une fidélité à leur nature » qui les distancie du « stéréotype hollywoodien du film d'action dans lequel tout est calculé » pour que le héros plaise au spectateur. Mark Conard estime pour sa part qu'il traite du « nihilisme américain ». Richard Alleva pense qu'il a « autant à voir avec la violence et la criminalité actuelle que Cyrano de Bergerac avec la réalité du XVIIe siècle en France ou Le Prisonnier de Zenda avec la politique des Balkans ». Sa vision du film est qu'il s'agit d'une forme de romance dont l'attrait est centré sur les discours non-naturalistes des personnages à la fois cultivés, malins et vulgaires. Pour Alberto Morsiani, ce film « jugé brutal et violent » « se transforme inopinément en une histoire de rédemption » à travers « la transformation du personnage de Jules, tueur féroce qui survit à la mort grâce à une "intervention divine", est béni et purifié par l'ange fascinant Harvey Keitel et découvre finalement le goût de la piété. Dans l'essence symbolique du film, Jules semble le bénéficiaire final de toute la grâce qui s'est accumulée au cours de l'histoire ». Selon Alan A. Stone, « le côté absurde des dialogues », comme celui entre Vincent Vega et Jules Winnfield après le meurtre accidentel de Marvin, « transforme inopinément la signification des clichés sur la violence. Pulp Fiction démasque le mythe machiste en le rendant risible et retire le côté héroïque du délire mégalomane glorifié par la violence hollywoodienne ». Stone voit le film comme politiquement correct car il ne comporte pas de scènes de nudité ou de violences dirigées contre les femmes. Il « célèbre l'amitié interraciale et la diversité culturelle » et Tarantino « nage à contre-courant du stéréotype des classes ».
Mais alors que Stone voit une célébration dans cette artificialité, Robert Kolker souligne un vide en écrivant : « L'insouciance, la violence, l'homophobie et le racisme postmodernistes de Pulp Fiction sont parfaitement acceptables parce que le film ne prétend pas être sérieux et donc ne ridiculise pas [ces thèmes] ». Qualifiant le film de « point culminant du cinéma postmoderne des années 90 », il explique que « le postmodernisme traite de la surface des choses ; il se situe dans un espace aplati dans lequel les évènements et les personnages sont là pour nous rappeler qu'ils représentent la culture populaire ». Kolker conclut en affirmant : « C'est pourquoi Pulp Fiction est si populaire. Pas parce que le public a saisi telle ou telle référence à Scorsese ou Kubrick mais parce que la structure narrative et spatiale du film n'a jamais menacé d'aller plus loin qu'eux dans sa signification. Les plaisanteries racistes ou homophobes du film pourraient éclater dans une vision totalement méchante du monde, mais cette méchanceté continue d'être écartée par la plaisanterie, par la fausse intensité de l'action ». James Wood, écrivant pour The Guardian, affirme que « Tarantino représente le triomphe final du postmodernisme, qui est de vider l'œuvre d'art de tout contenu. […] Il n'y a qu'à notre époque qu'un scénariste aussi talentueux que Tarantino peut produire des œuvres d'art aussi vides de tout intérêt politique, métaphysique ou moral ». Et Henry Giroux prétend que Tarantino « vide la violence de toute critique de ses conséquences sociales, offrant seulement aux spectateurs le côté immédiat du choc, de l'humour et de l'ironie dépourvue d'analyse comme éléments de médiation. Aucun de ces éléments ne va au-delà de l'attrait d'un regard de voyeur, la consommation facile d'images choquantes et de plaisir hallucinatoire ».

### Un film en forme d'hommage

#### Cinéma
Pulp Fiction fourmille d'hommages rendus à d'autres films, Gary Groth employant d'ailleurs le terme de « kleptomane du cinéma » pour qualifier Tarantino. Deux scènes en particulier ont donné lieu à des débats concernant l'intertextualité du film : la scène de danse entre John Travolta et Uma Thurman et celle où Butch Coolidge et Marsellus Wallace sont confrontés à leurs tortionnaires. La scène de danse a souvent été perçue comme une référence aux performances de Travolta dans La Fièvre du samedi soir (1977) et Grease (1978) mais Tarantino en crédite l'inspiration à Bande à part (1964), de Jean-Luc Godard. Selon les mots du réalisateur : « Tout le monde pense que j'ai écrit cette scène juste pour faire danser John Travolta. Mais la scène existait avant que Travolta ne soit engagé… Mes scènes musicales préférées sont celles des films de Godard parce qu'elles sortent de nulle part. C'est si contagieux, si familier. Et le fait que ce ne soit pas un film musical, mais qu'il arrête le film le temps d'une scène musicale, rend le tout plus doux ».
Jerome Charyn soutient que la présence de Travolta est essentielle à l'énergie de la scène et à celle du film, écrivant que « la carrière tout entière de Travolta devient une toile de fond, le mythe d'une star du cinéma tombée en disgrâce mais qui demeure toujours dans nos mémoires comme le roi du disco. Nous nous attendons toujours à ce qu'il se débarrasse de sa bedaine, enfile un costume blanc en polyester et entre au 2001 Odyssey Club de Brooklyn où il dansera pour nous sans jamais s'arrêter. Daniel Day-Lewis n'aurait jamais pu réveiller un désir si ardent en nous car il ne fait pas partie de la folle cosmologie de l'Amérique… Tony Manero est un ange posé sur l'épaule de Vincent Vega… [La danse de Mia et Vincent] est peut-être plus proche de la chorégraphie d'Anna Karina avec ses deux petits amis voyous et empotés dans Bande à part mais cette référence est perdue pour nous car nous sommes encore avec Tony ». Estella Tincknell note que tandis que « le décor du diner semble être un simulacre d'un restaurant des années 1950, le concours de twist est une scène musicale qui évoque les sixties alors que la danse de Travolta fait inévitablement référence aux seventies et à son apparition dans La Fièvre du samedi soir… Le passé prend ainsi un aspect plus général dans lequel les styles caractéristiques de plusieurs décennies sont regroupés en un seul moment. » Elle affirme aussi que, lors de ce passage, Tarantino « diverge brièvement de son discours habituellement ironique pour se référer aux conventions du film musical classique, et permet ce faisant au film d'occuper un espace affectif qui dépasse l'allusion stylistique ».

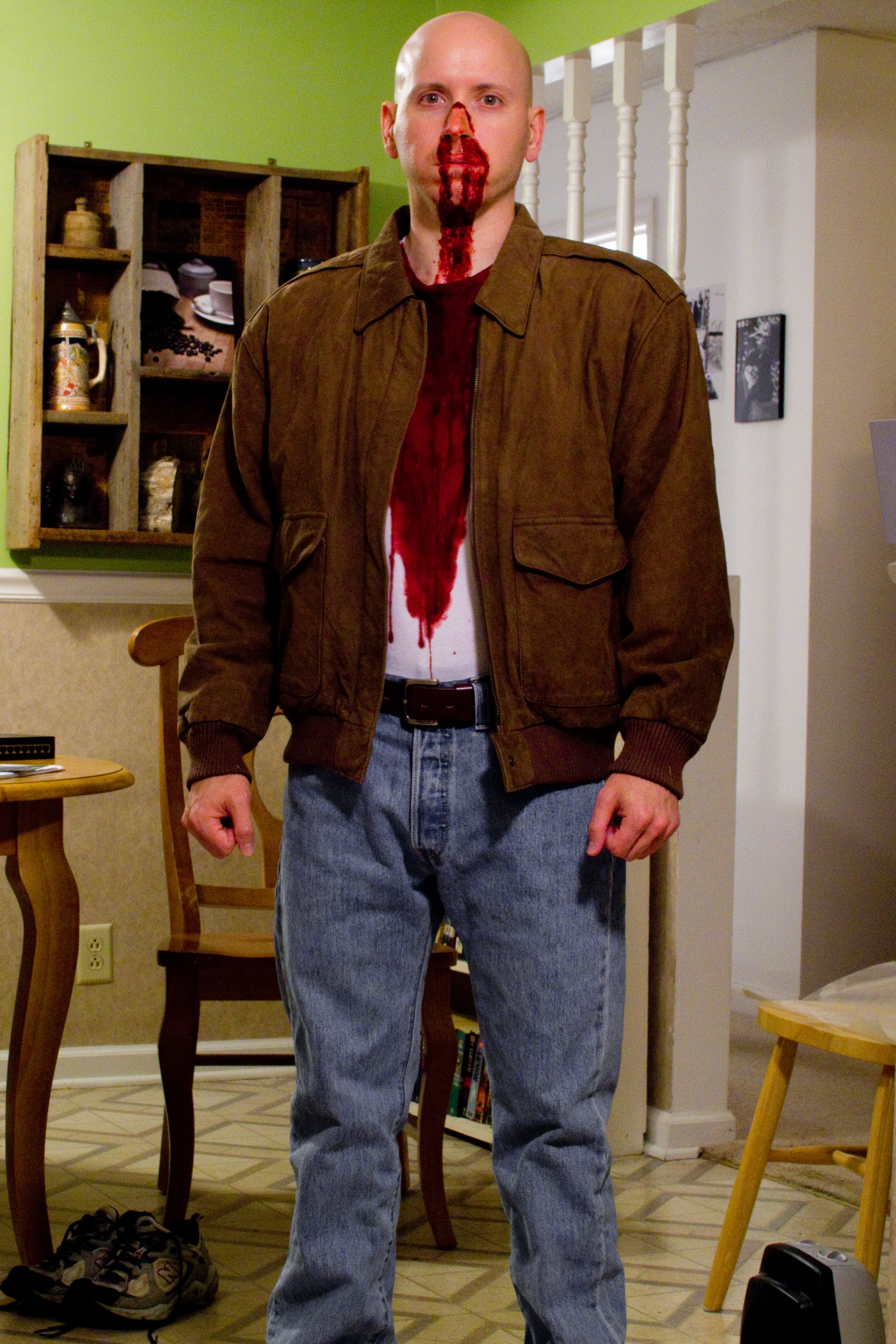
Cosplay du personnage de Butch Coolidge en sang dans la boutique du prêteur sur gages.

Le moment où Marsellus Wallace traverse la rue devant la voiture de Butch Coolidge et remarque sa présence en tournant la tête évoque la scène où le patron de Marion Crane la voit dans des circonstances similaires dans Psychose. Butch et Marsellus sont peu après faits prisonniers par Maynard et Zed, « deux sadiques sortis tout droit de Délivrance » (le film de John Boorman). Zed porte par ailleurs le même nom que le personnage interprété par Sean Connery dans Zardoz (1974), autre film de Boorman. Quand Butch décide de secourir Marsellus, il trouve plusieurs articles du magasin pouvant lui servir d'armes qui ont toutes été identifiées comme des allusions possibles à divers films : The Toolbox Murders (1978) pour le marteau ; Justice sauvage (1973) et Les Incorruptibles (1987) pour la batte de baseball ; Massacre à la tronçonneuse (1974), Mega Vixens (1976) et Evil Dead 2 (1987) pour la tronçonneuse ; et de nombreux films du genre chanbara pour le katana,. Après avoir été secouru par Butch, Marsellus prononce une phrase sur deux experts « qui vont travailler nos deux copains avec une paire de pinces, un chalumeau et un fer à souder » qui renvoie à une phrase similaire de Tuez Charley Varrick ! (1973), film de Don Siegel, qui est prononcée par un personnage nommé Maynard.
David Bell estime que loin d'aller à l'encontre des « stéréotypes de classes courants », cette scène, comme celle de Délivrance, « fait appel à une certaine représentation des blancs pauvres des régions campagnardes, en particulier leur sexualité rustique qui prend souvent la forme d'un viol homosexuel dans les films américains ». Stephen Paul Miller pense que la scène de viol de Pulp Fiction est beaucoup moins choquante que celle de Délivrance, le tabou des années 1970 étant devenu vingt ans plus tard un « jeu subtil et divertissant pour faire monter l'adrénaline ». Henry Giroux fait une analyse semblable, écrivant qu'« à la fin, l'utilisation de la parodie par Tarantino… adoucit le visage de la violence en réduisant celle-ci au domaine de l'histoire du cinéma ». Neil Fulwood se concentre sur le choix de son arme fait par Butch, affirmant que « Tarantino se montre ici ouvert et neutre dans son amour du cinéma, saluant aussi bien les films les plus nobles que tristement notoires, et augmentant du même coup sa propre réputation d'enfant terrible du film violent. Plus encore, la scène formule un commentaire astucieux au sujet de la promptitude à saisir tout ce que l'on a sous la main dans les instants de meurtre et de mutilation au cinéma ». Glyn White soutient que « le katana que choisit finalement, et de façon significative, [Butch]… l'identifie comme un héros honorable ». Et Mark Conard note que les trois premières armes potentielles sont le symbole d'un nihilisme que Butch rejette alors que le sabre japonais traditionnel, par contraste, représente une culture avec un code moral bien défini, reliant ainsi Butch à une approche de la vie ayant plus de sens.

#### Télévision
Robert Miklitsch affirme que la « téléphilie » de Tarantino est peut-être plus importante dans la sensibilité guidant Pulp Fiction que l'amour du réalisateur pour le rock 'n' roll ou même le cinéma. Il se base sur une déclaration de Tarantino au sujet de sa génération, qui a grandi dans les années 1970 : « la première chose que nous avons tous partagée n’était pas la musique, qui était un truc des années 60. Notre culture était télévisuelle » et dresse la liste de tous les programmes télévisés référencés dans Pulp Fiction : Speed Racer, Clutch Cargo, The Brady Bunch, The Partridge Family, Chapeau melon et bottes de cuir, Les Trois Stooges, Les Pierrafeu, Les Espions, Les Arpents verts, Kung Fu, Happy Days et bien sûr le pilote fictionnel tourné par Mia Wallace. Miklitsch écrit que cette liste, à l'exception possible de Chapeau melon et bottes de cuir, « suggère que Pulp Fiction a moins d'affinité élective avec le cinéma avant-gardiste de Godard qu'avec les programmes télévisés nationaux ». Jonathan Rosenbaum a introduit la télévision dans son analyse de la comparaison entre Tarantino et Godard, reconnaissant que les deux réalisateurs étaient semblables dans le fait de vouloir mettre tout ce qu'ils aiment à l'écran. Mais il ajoute que « la différence entre ce que Godard aime et ce que Tarantino aime, et pourquoi, est astronomique ; c'est comme comparer un musée, une bibliothèque, des archives cinématographiques et un magasin de disques à un juke-box, un magasin de locations de vidéos et un magazine de programmes télévisés ».
Sharon Willis étudie la façon dont une série d'animation (Clutch Cargo) marque le début de la scène, et continue à être en arrière-plan tout au long de celle-ci, entre le jeune Butch Coolidge et le capitaine Koons. Ce vétéran de la guerre du Viêt Nam est interprété par Christopher Walken, dont le rôle ici évoque celui du soldat traumatisé qu'il a joué dans Voyage au bout de l'enfer (1978). Willis écrit que « Quand le capitaine Koons entre dans le salon, nous voyons Walken en tant qu'image d'une masculinité abîmée en quête de réhabilitation sortie d'un répertoire de cinéma et télévision des années 70… La lumière grise de la télévision présidant au-dessus de la scène semble graver son fixe et fantomatique regard paternel ». Robert Miklitsch soutient que, pour certains critiques, le film est un « exemple typique de l'influence pernicieuse de la culture de masse, représentée par leur bête noire : la télévision ». Robert Kolker est d'accord avec cela, estimant que « Pulp Fiction est un simulacre de notre exposition quotidienne à la télévision ; ses homophobes, voyous, pervers, boxeurs sentimentaux et proxénètes se déplacent à travers une série de longues scènes : nous regardons, rions, et restons devant l'écran sans qu'il n'y ait rien à comprendre ».

### Motifs notables

#### La mystérieuse mallette

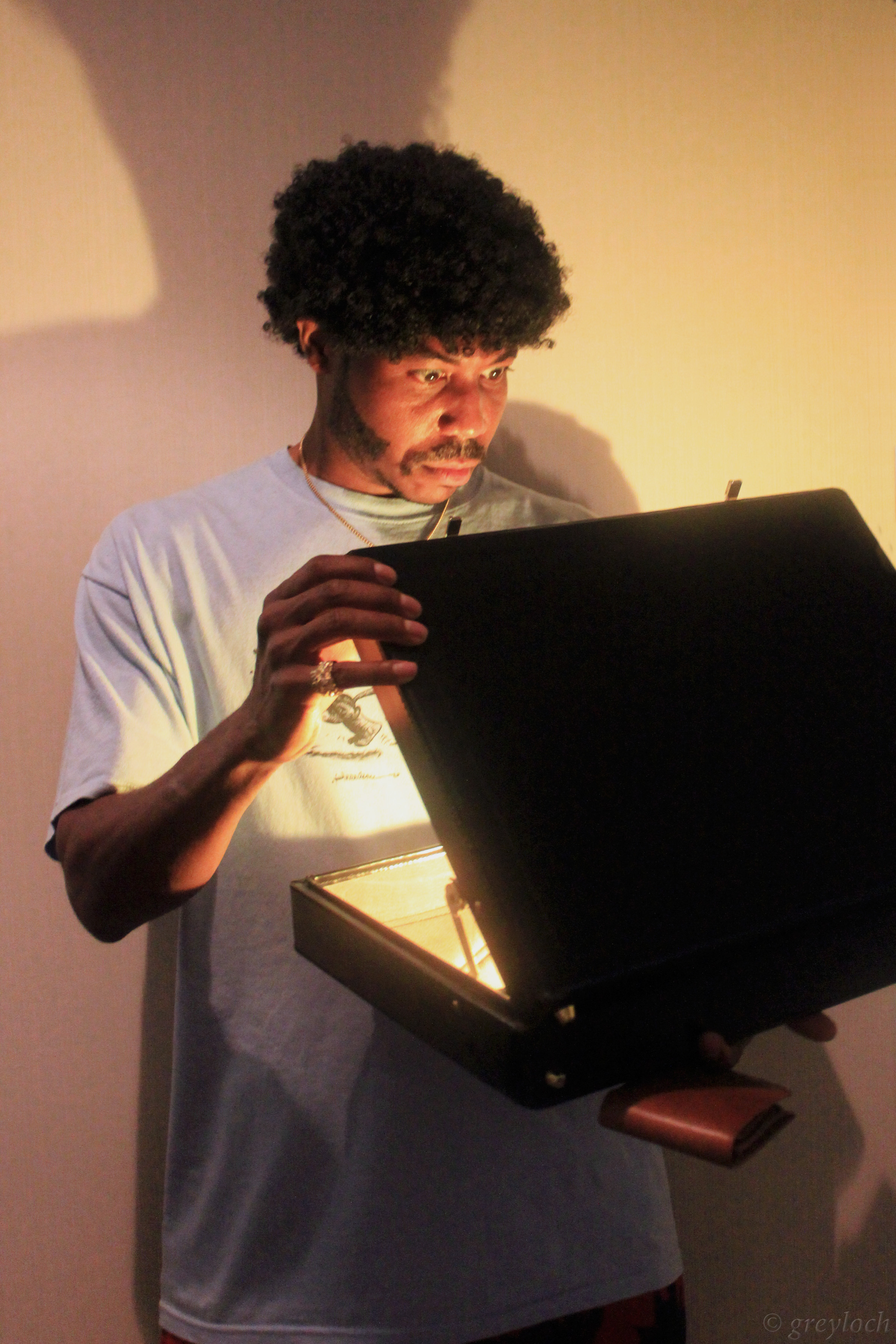
Cosplay du personnage de Jules Winnfield dans le café à la fin du film.

La mystérieuse mallette appartenant à Marsellus Wallace et dont la combinaison d'ouverture est 666, le nombre de la Bête, n'est pour Tarantino rien d'autre qu'un MacGuffin servant uniquement les besoins de l'intrigue, le réalisateur affirmant : « Quoi que vous pensiez au sujet du contenu de cette valise, dites-vous que vous avez raison ». Elle devait à l'origine contenir des diamants (probablement ceux volés dans Reservoir Dogs) mais cela a été jugé comme trop commun. Pour les besoins du tournage, elle contient une ampoule orange cachée qui produit une lueur un peu surnaturelle. Dans une interview de 2007 réalisée par son ami Robert Rodriguez, Tarantino paraît être sur le point de révéler ce que contient la mallette mais la scène saute à ce moment-là, dans le style employé par les deux réalisateurs dans Grindhouse, et reprend avec Rodriguez affirmant comment la connaissance du contenu de la mallette altère radicalement sa compréhension du film.
Plusieurs « solutions » à ce qu'un analyste a appelé ce « puzzle postmoderne inexpliqué » ont néanmoins été proposées. La plupart de ces théories sont totalement farfelues mais une forte similarité a néanmoins été observée avec le film noir de Robert Aldrich En quatrième vitesse (1955). En effet, on remarque dans ce film, que Tarantino a par ailleurs cité en influence pour le personnage de Butch Coolidge, la présence d'une mallette au contenu lumineux qui contient en fait un matériau radioactif,. Pour l'universitaire Paul Gormley, cette connexion avec En quatrième vitesse, ainsi qu'avec Les Aventuriers de l'arche perdue, permet d'envisager cette lueur mystérieuse comme un symbole de la violence. Pour Susan Fraiman, le contenu mystérieux représente « l'intimité masculine bien gardée et mystifiée. Très précieuse et très vantée, et finalement jamais montrée, cette douceur rayonnante indéfinissable est verrouillée dans une dure coquille extérieure. Même Jules, qui veut se défaire du fardeau de son moi barricadé, conserve cette mallette à la fin du film ». La théorie selon laquelle la mallette contient l'âme de Marsellus a rapidement connu une certaine popularité. Analysant cette notion, Roger Ebert la rejette comme « rien de plus qu'une légende urbaine largement répandue et à qui on a donné une fausse crédibilité via la mystique d'internet ».

#### Ézéchiel 25:17
Avant d'exécuter quelqu'un, Jules Winnfield récite de façon rituelle ce qu'il affirme être un passage de la Bible, le verset 17 du chapitre 25 du livre d'Ézéchiel. On peut entendre ce passage trois fois au cours du film : juste avant que Jules assassine Brett lors de la première histoire, la même scène d'un autre point de vue dans la troisième histoire, et lors de l'épilogue au café restaurant. Dans la version originale, les deux dernières phrases prononcées par Jules sont assez semblables à celles de la version en anglais d'Ézéchiel 25:17 dans la Bible du roi Jacques mais les deux premières ont été créées de toutes pièces à partir d'autres citations bibliques. L'inspiration principale de Tarantino pour ce discours est Karate Kiba (1973), un film d'arts martiaux japonais où Sonny Chiba prononce des phrases similaires. Par ailleurs, un autre personnage joué par Chiba répète toujours les mêmes phrases sur la façon dont le monde doit être débarrassé du mal avant de tuer le méchant de la semaine dans la série télévisée japonaise Shadow Warriors (1980), et un tueur tient le même genre de discours dans Modesty Blaise, un roman d'espionnage que lit Vincent Vega dans deux scènes du film.
Plusieurs critiques ont analysé le rôle du discours et le relient de diverses manières à la transformation du personnage de Jules et à la question du postmodernisme du film. Paul Gormley écrit que, à la différence des autres personnages principaux du film, Jules est « lié à une chose qui va au-delà de la simulation postmoderne… C'est peut-être plus marqué quand il arrête son imitation d'un prêcheur baptiste citant Ézéchiel parce que « ça en jetait de dire ça avant de flinguer un mec ». À la suite de sa conversion, Jules devient conscient d'un endroit au-delà de cette artificialité, un endroit que, dans ce cas, le film représente comme Dieu ». Adele Reinhartz affirme que « l'intensité de la transformation de Jules » est indiquée par la différence entre ses deux façons de prononcer le discours : « Dans le premier, il est une figure majestueuse et impressionnante, déclamant la prophétie avec fureur et auto-satisfaction… Dans le second, il apparaît comme un homme totalement différent. Il réfléchit de manière véritablement postmoderne sur la signification de son discours et en fournit différentes interprétations qui se rapportent à sa situation actuelle ». Mark Conard argue du fait que, comme Jules réfléchit sur le passage, il commence à entrevoir qu'il « se rapporte à un cadre objectif de valeur et de sens qui est absent de sa vie », ce qui contraste avec la représentation générale du film d'une culture nihiliste. Jonathan Rosenbaum trouve moins de sens dans la révélation de Jules, expliquant : « Le réveil spirituel à la fin de Pulp Fiction, que Samuel L. Jackson interprète admirablement, n'est que du baratin ouvertement inspiré par les films de kung-fu. Cela peut vous faire vous sentir bien mais cela ne vous laissera certainement pas plus sage ».

#### Toilettes et salles de bains
Une partie non négligeable de l'action du film se déroule dans des salles de bains et des toilettes ou implique des personnages ayant besoin d'y aller, un motif que l'on retrouve dans une moindre mesure dans d'autres films réalisés par Tarantino. Au Jack Rabbit Slim's, Mia Wallace part « se repoudrer le nez » dans les toilettes des dames ; Butch Coolidge et Fabienne partagent une scène dans la salle de bains de leur motel, lui sous la douche pendant qu'elle se brosse les dents ; on retrouve Fabienne, le lendemain matin dans le film mais seulement quelques secondes plus tard à l'écran, de nouveau en train de se brosser les dents ; quand Jules et Vincent récupèrent la mallette chez Brett et ses complices, un quatrième comparse se cache dans la salle de bains ; Vincent et Jules occupent également la salle de bains de Jimmy, où ils ont une discussion au sujet d'une serviette ensanglantée ; et Yolanda est prise d'une envie pressante quand le braquage du café restaurant tourne à l'impasse mexicaine.
De plus, et comme l'ont décrit Peter et Will Brooker, ce sont les scènes les plus significatives : Vincent Vega part trois fois aux toilettes pendant le film  et trouve quand il revient un monde radicalement changé sur lequel la mort plane. Cette menace s'accroît au fur et à mesure que le récit progresse chronologiquement pour se concrétiser la troisième fois. La première fois, mais la dernière dans l'ordre du film (également présente dans la scène d'introduction où Vincent apparait furtivement de dos en allant aux toilettes), Vincent part aux toilettes au café restaurant et revient en plein milieu d'un braquage ; la deuxième fois, il se raisonne aux toilettes afin de ne pas aller trop loin avec Mia pendant que celle-ci fait une overdose ; et la troisième fois, il lit dans les toilettes de l'appartement de Butch et est tué par ce dernier en sortant. Selon les Brooker, « Nous voyons à travers Vincent le monde contemporain comme complètement contingent, désastreusement transformé durant l'instant où on ne regarde pas ».
Susan Fraiman trouve particulièrement significatif le fait que Vincent lise le roman d'espionnage pulp Modesty Blaise dans deux de ces scènes, reliant cela à la traditionnelle vision moqueuse des femmes en tant que grandes consommatrices de magazines et de littérature de gare. Elle écrit : « En localisant la fiction populaire dans les toilettes, Tarantino renforce son association avec la merde, déjà suggérée par l'une des deux définitions du mot pulp en ouverture du film, une « matière molle, pâteuse et informe ». Nous avons donc ici une série d'associations préjudiciables — pulp magazine, femmes, merde — qui porte atteinte non seulement à ceux qui produisent cette fiction grand public mais aussi aux consommateurs masculins. Installé sur le siège des toilettes avec son livre, Vincent est féminisé aussi bien par sa position assise que par son manque de goût. Il est implicitement infantilisé et homosexualisé et le résultat inévitable est qu'il est pulvérisé par Butch avec son pistolet-mitrailleur. L'association entre le destin de Vincent et ses habitudes de lecture est fortement suggérée par le regard de Butch qui va lentement du livre tombé à terre jusqu'au corps de Vincent affaissé sur le siège des toilettes ». Ainsi, pour Fraiman, « même un « pulpophile » affirmé comme Tarantino peut continuer à se sentir soucieux et émasculé par ses préférences ». Sharon Willis a une vision opposée, estimant que le « projet global [de Tarantino] est de transformer la merde en or. C'est une façon de reprendre à son compte et de recycler la culture populaire, particulièrement celle de son enfance, ce qui est tout à la fois une habitude et le but visé chez Tarantino ».

## Éditions en vidéo
Sur le marché vidéo, Pulp Fiction est d'abord distribué en VHS et Laserdisc en septembre 1995 et il s'impose à sa sortie comme le film le plus rentable de l'histoire à la location devant Terminator 2 et Danse avec les loups.
La version DVD est sortie le 20 mai 1998 en région 1 et le 9 mars 1999 en région 2. Une édition collector double DVD est sortie le 20 août 2002 en région 1 et le 2 janvier 2004 en région 2. Cette version comprend notamment des documentaires sur le tournage et les décors, des scènes coupées, le making-of, des interviews et le discours de Quentin Tarantino lors de la remise de la Palme d'or à Cannes.
La version en disque Blu-ray est sortie le 19 mars 2009 en région 2 et seulement le 4 octobre 2011 en région 1. Elle comporte les mêmes bonus que l'édition spéciale en DVD.

## Influence culturelle
Pulp Fiction a très vite été considéré comme l'un des films les plus importants de son époque et l'engouement populaire autour du film, démontré entre autres par les nombreuses spéculations au sujet du contenu de la mallette de Marsellus Wallace, lui a fait acquérir un statut quasi immédiat de film culte. Décrit comme un phénomène culturel international dont l'influence s'est ressentie non seulement dans le domaine du cinéma, mais aussi dans ceux de la télévision, la littérature, la musique et la publicité, il a aussi été identifié peu après sa sortie comme un centre d'intérêt significatif de la communauté grandissante des utilisateurs d'internet. Les critiques de cinéma Roger Ebert et Richard Corliss l'ont tous deux décrit comme le film le plus influent des années 1990,.

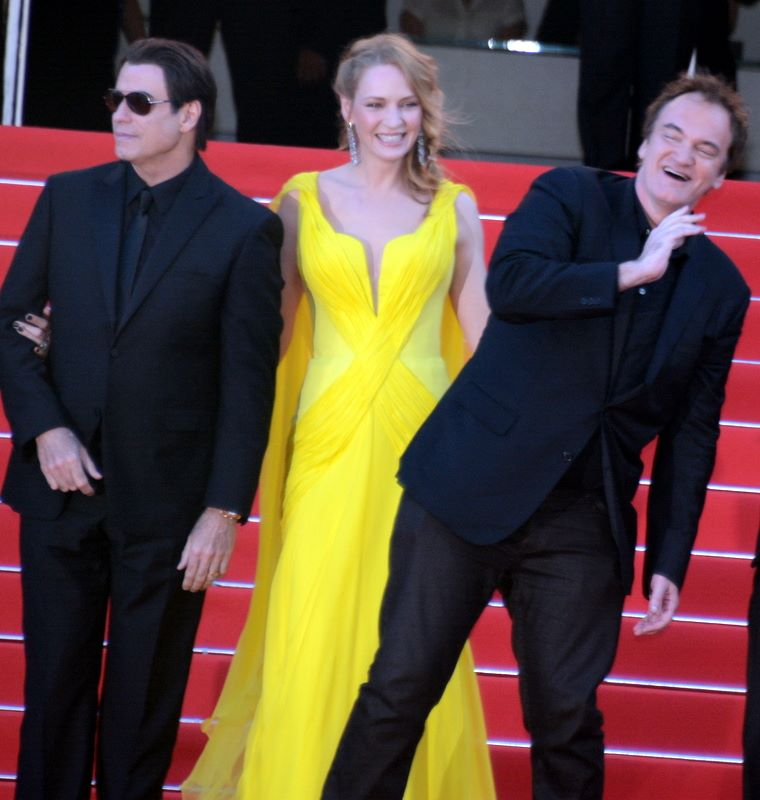
John Travolta, Uma Thurman et Quentin Tarantino au festival de Cannes 2014, à l'occasion d'un hommage rendu pour le vingtième anniversaire du film.

Dès 1995, Gene Siskel affirme que « l'intensité violente de Pulp Fiction rappelle celle d'autres films violents qui ont été considérés comme des classiques en leur temps et le sont toujours : Psychose (1960), Bonnie et Clyde (1967) et Orange mécanique (1971). Chacun de ces films a tiré de sa léthargie une industrie du cinéma fatiguée et bouffie en utilisant un monde vigoureux de vauriens pour faire rejaillir à quel point les autres films sont devenus ennuyeux. Et je prévois que cela sera la récompense suprême de Pulp Fiction. Comme tous les grands films, il critique les autres films ». Ken Dancyger écrit que le « style imitateur et innovateur » du film représente « un phénomène nouveau, un film dont le style est créé d'après le contexte de la vie fictive du cinéma plutôt que de la vraie vie. La conséquence est double : la présomption que le public a une connaissance étendue des films de gangsters, d'horreur, d'aventure ou des westerns ; et la parodie ou l'altération de ces genres créant une expérience nouvelle pour le public ».
Paula Rabinowitz a exprimé l'opinion générale du milieu du cinéma en écrivant que le film avait « ressuscité simultanément John Travolta et le film noir ». L'influence stylistique du film est vite devenue apparente ; moins d'un an après sa sortie, le critique britannique Jon Ronson qui assistait aux projections de fin de semestre de la National Film and Television School témoignait de son impact : « Sur les cinq films d'étudiants que j'ai vus, quatre comportaient des fusillades violentes avec une bande originale iconoclaste de hits des années 1970, deux se terminaient par les personnages principaux se tirant dessus, et un voyait deux tueurs discuter des particularités d'un sitcom avant d'assassiner leur victime. [Tarantino] est le premier homme depuis Citizen Kane à sortir d'une obscurité relative pour redéfinir l'art cinématographique ». Peu après la sortie de Pulp Fiction, « une myriade de clones » imitant son style ont commencé à apparaître, David Desser estimant qu'il n'a « pas seulement influencé la vision britannique du film noir, il a aussi étendu cette influence pratiquement dans le monde entier ». Sa structure de narration non linéaire a également inspiré des films de tous genres qui ont adopté ce désordre dans la narration.

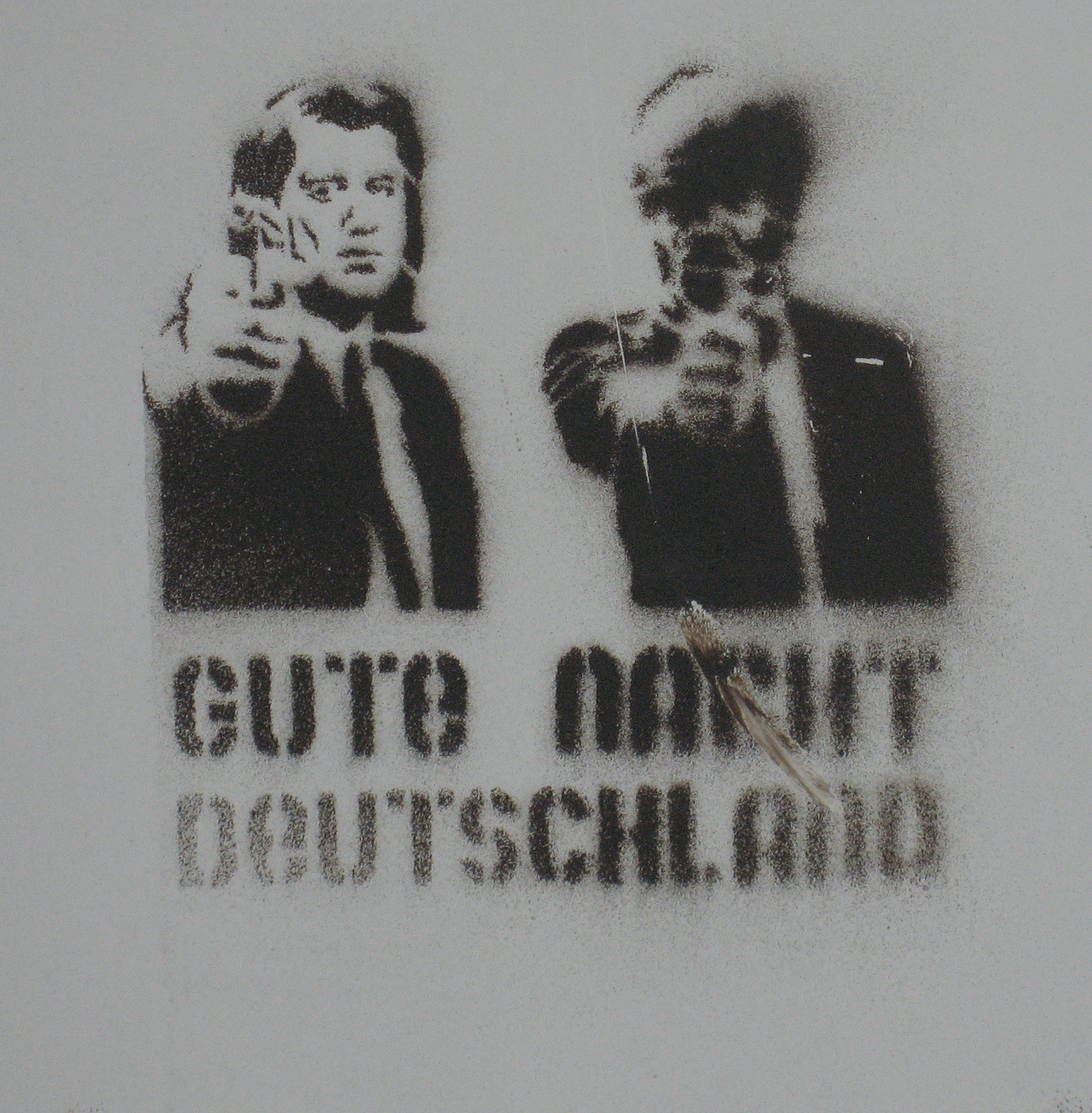
Graffiti représentant Vincent Vega et Jules Winnfield.

Plusieurs scènes et dialogues du film sont devenus des icônes de la culture populaire, le magazine Entertainment Weekly estimant même qu'il est difficile « de nommer un moment du film qui n'est pas emblématique ». Parmi les moments particulièrement célèbres, on peut citer le dialogue entre Vincent Vega et Jules Winnfield à propos des McDonald's ; la danse de Mia Wallace et Vincent Vega au Jack Rabbit Slim's ; la piqûre d'adrénaline dans le cœur de Mia Wallace ; les scènes entre Butch Coolidge et Marsellus Wallace et leurs tortionnaires ; et la « citation » de Jules Winnfield du livre d'Ézéchiel. L'image des personnages joués par John Travolta et Samuel L. Jackson se tenant côte à côte en costumes et braquant leurs armes sur leur victime est également devenue familière. En 2002, Banksy a réalisé à Londres un graffiti mural représentant les deux hommes dans cette posture et tenant des bananes à la place de leurs pistolets mais cette œuvre, dont la valeur avait été estimée à 300 000 £, a été effacée par les services municipaux en 2007.
Le film est, selon le classement établi en 2007 par l'AFI, le 94e meilleur film américain de tous les temps. L'AFI le classe également à la 7e place de sa liste des meilleurs films de gangsters. En 2001, un sondage national réalisé au Royaume-Uni par Channel 4 l'a classé au 4e rang des meilleurs films de tous les temps. Il fait partie de la liste des 100 meilleurs films de tous les temps établie par Time Magazine en 2005. En 2008, le magazine Empire le classe à la 9e place dans sa liste des 500 meilleurs films de tous les temps. La même année, le personnage de Jules Winnfield figure à la 19e place du classement des 100 meilleurs personnages de films, toujours selon Empire. En 2008, Entertainment Weekly déclare que c'est le film le plus emblématique des 25 dernières années. Il figure enfin à la 4e place du Top 250 du classement des films de l'Internet Movie Database, basé sur les votes du public, avec une note moyenne de 9⁄10. En 2013, le film est sélectionné par le National Film Registry pour être conservé à la Bibliothèque du Congrès des États-Unis pour son « importance culturelle, historique ou esthétique ».
Le film a été parodié ou référencé dans de nombreuses œuvres artistiques, entre autres dans les séries télévisées Les Simpson, Seinfeld, Dr House, How I Met Your Mother, NCIS : Enquêtes spéciales, Mariés, deux enfants, Community et Gilmore Girls ; les films Fourmiz, Astérix et Obélix : Mission Cléopâtre, Moi César, 10 ans ½, 1m39, From Paris with Love, Hostel et Hostel, chapitre II ; les chansons Pucc Fiction d'Oxmo Puccino et Telephone de Lady Gaga ; et les jeux vidéo Fallout 2 et Call of Duty: Modern Warfare 2. La réplique de Butch à Fabienne, à propos de l’origine du chopper, a inspiré le nom du groupe Zeds Dead. Le film a également été parodié par Les Guignols de l'info entre 1994 et 1995 sous forme de divers sketchs et d'une fausse bande-annonce, Pol Fiction, mettant en scène les marionnettes de diverses personnalités politiques de l'époque telles que Jacques Chirac, Philippe Séguin, Édouard Balladur, Charles Pasqua, Valéry Giscard d'Estaing, ou encore Raymond Barre.